# Reforma Universitaria de 1918

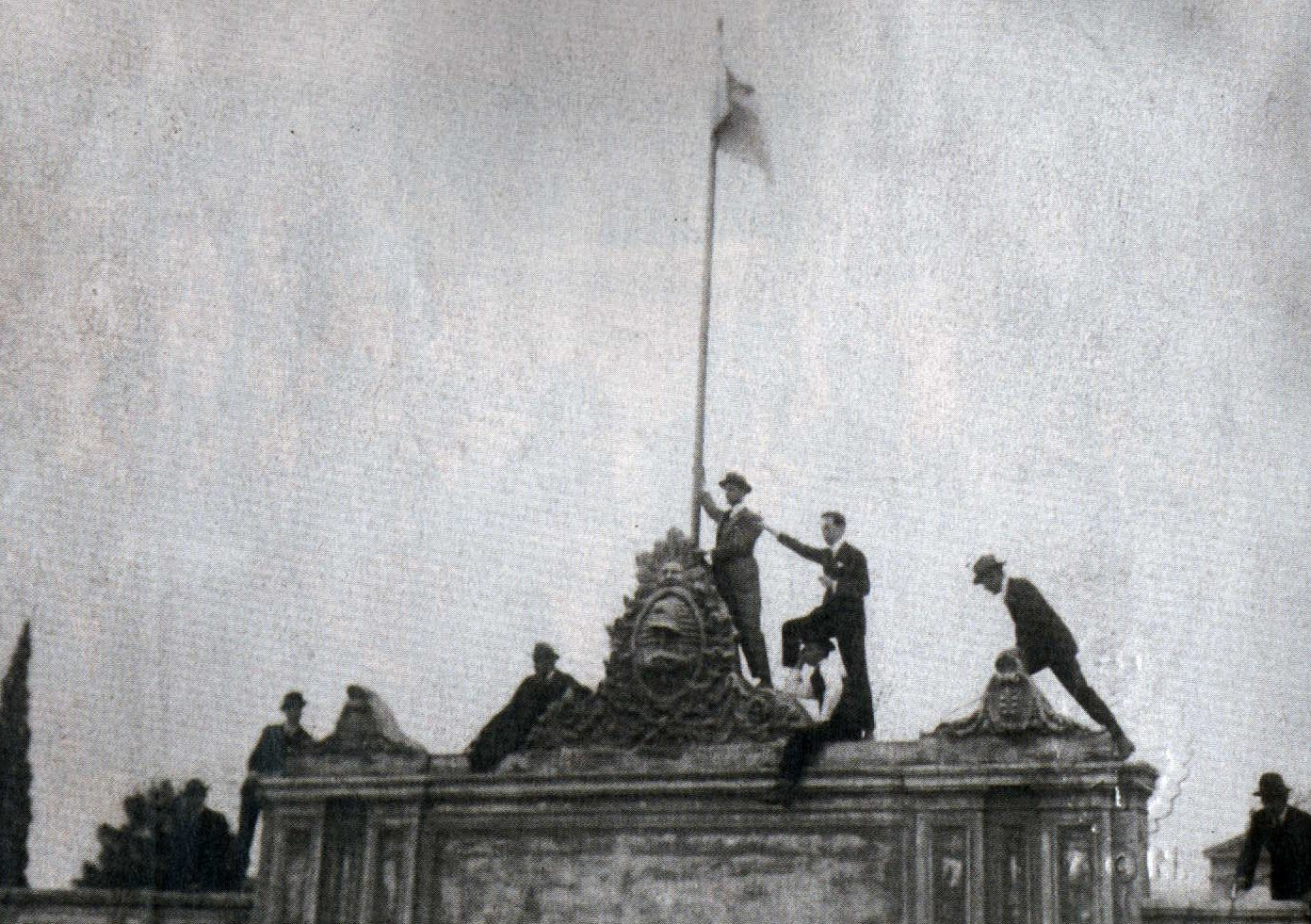
Célebre fotografía de los estudiantes cordobeses izando la bandera argentina, en el frontispicio del antiguo edificio de la Universidad de Córdoba.

La Reforma Universitaria de 1918 (Reforma Universitaria de Córdoba, Reforma Universitaria de Argentina, Grito de Córdoba, o simplemente Reforma Universitaria) fue un movimiento de proyección juvenil para democratizar la universidad y otorgarle un carácter científico, que se inició con una rebelión estudiantil en la Universidad Nacional de Córdoba (Argentina) entre marzo y octubre de 1918, y durante el cual se produjeron violentos enfrentamientos entre reformistas y conservadores.
Su fecha simbólica es el 15 de junio de 1918, momento en el cual los estudiantes irrumpieron en la Universidad para impedir que se consumara la elección del rector que sostendría la situación tal como estaba hasta entonces y declararon una segunda huelga general. Tuvo su pico culminante el 9 de septiembre cuando la Federación Universitaria de Córdoba asumió la dirección de la Universidad y el gobierno ordenó al Ejército reprimir la ocupación.
La revuelta estudiantil cordobesa tuvo su expresión en el célebre Manifiesto liminar de la Federación Universitaria de Córdoba, redactado por Deodoro Roca y titulado «La Juventud argentina de Córdoba a los Hombres Libres de Sudamérica», que finaliza recalcando:

La juventud ya no pide. Exige que se le reconozca el derecho a exteriorizar ese pensamiento propio en los cuerpos universitarios por medio de sus representantes. Está cansada de soportar a los tiranos. Si ha sido capaz de realizar una revolución en las conciencias, no puede desconocérsele la capacidad de intervenir en el gobierno de su propia casa.
Manifiesto liminar, 21 de junio de 1918.

Durante el curso del conflicto y a pedido de los estudiantes, el presidente Hipólito Yrigoyen intervino dos veces la Universidad para que se reformaran los estatutos y se realizaran nuevas elecciones de sus autoridades. El movimiento se extendió de inmediato a las demás universidades del país, impulsado principalmente por el movimiento estudiantil organizado en la recién creada Federación Universitaria Argentina (FUA), y a varias universidades de América Latina, produciendo reformas en los estatutos y leyes universitarias, que consagraron la autonomía universitaria, el cogobierno (que estableció la participación de los estudiantes en la gestión de las universidades), la extensión universitaria, la periodicidad de las cátedras, y los concursos de oposición. Muchas de esas reformas tardaron décadas en ser establecidas y otras aún permanecen como objetivos a alcanzar.
Desde un inicio la Reforma Universitaria se percibió a sí misma como un movimiento político-pedagógico permanente, de vocación latinoamericana y antiimperialista. Dio origen a una amplia tendencia del activismo estudiantil, aún existente, integrada por agrupaciones de diversas vertientes ideológicas, que se definen como reformistas. La utopía juvenil del 18 anticipó en medio siglo al «Mayo francés» de 1968 y otros movimientos juveniles de la década de 1960.

## Contexto

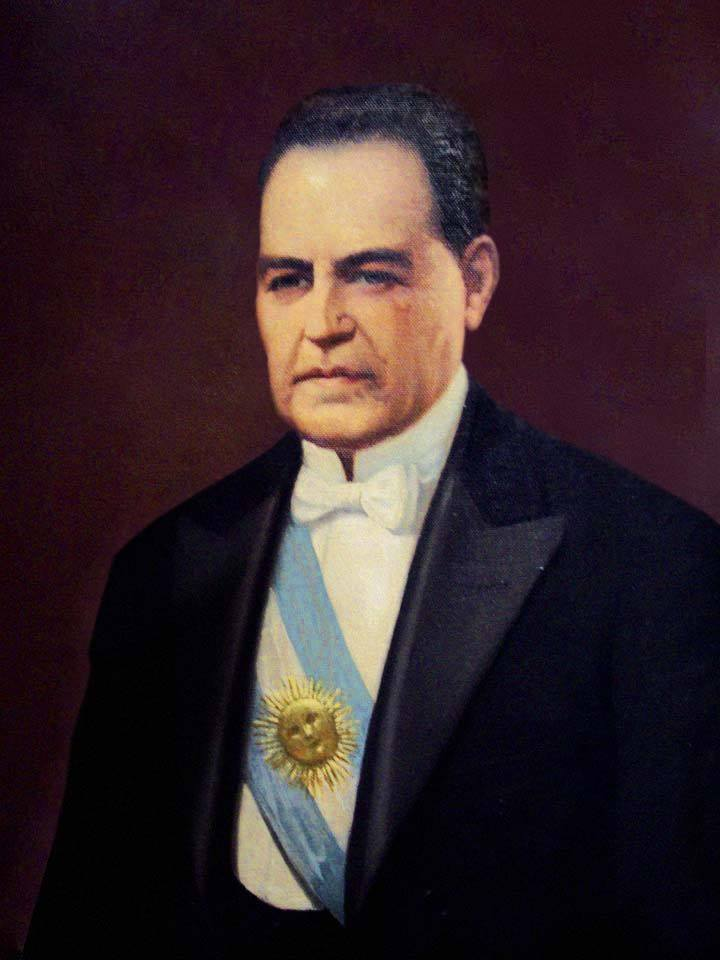
En 1916 el radical Hipólito Yrigoyen fue elegido presidente de la Nación, convirtiéndose en el primer presidente democrático de la historia argentina, poniendo fin a 42 años ininterrumpidos en el gobierno del Partido Autonomista Nacional (conservador) para dar inicio a un gobierno que extendió los derechos hacia los sectores populares y la clase media.

En 1916 asumió en Argentina el primer gobierno democrático (sufragio obligatorio y secreto masculino) liderado por el presidente Hipólito Yrigoyen de la Unión Cívica Radical (UCR). La UCR había surgido dos décadas y media antes contra lo que denominaban "el régimen", un sistema virtualmente de partido único, caracterizado como "república oligárquica", dominado por el Partido Autonomista Nacional o "roquismo" y sostenido en el fraude electoral que permitía el voto cantado, que había gobernado durante cuarenta y dos años.
Durante la etapa de la República oligárquica (1874-1916) la Argentina había tenido una profunda transformación económica y social, que no se había reflejado en su transformación política. Simultáneamente con la hegemonía mundial lograda por el Imperio británico luego de la segunda guerra del Opio (1856-1860), Argentina se organizó económicamente para producir en las pampas los alimentos (carne y cereales) que precisaba la enorme clase obrera formada en las urbes industriales inglesas. Para ello, Argentina emprendió una guerra de conquista contra los pueblos indígenas que habitaban en la Patagonia, conocida como la Conquista del Desierto (1878-1885) que triplicó el territorio nacional volviéndola el octavo país más extenso del mundo, e inició una política de inmigración masiva, que permitió que su población creciera cinco veces más rápido que la población mundial. La población argentina, que representaba el 0,13 % de la población mundial en 1869, pasaría a representar el 0,55 % en 1930, proporción en la que, aproximadamente, se estabilizaría desde entonces.
El vertiginoso crecimiento económico y demográfico de la Argentina, se vio socialmente y regionalmente limitado por el régimen impuesto por el roquismo, que concentró la riqueza en un pequeño número de personas (alrededor de mil familias) propietarias de la tierra, conocidas como "los estancieros", famosos mundialmente por sus palacios y vida dispendiosa.
En las décadas de 1890 y 1900 las tensiones sociales aumentaron. Políticamente se produjeron tres grandes sublevaciones armadas contra el fraude electoral (1890, 1893 y 1905), que originaron y caracterizaron el perfil intransigente de la Unión Cívica Radical. Socialmente aparecieron los sindicatos, las huelgas, las centrales obreras y las primeras masacres obreras, especialmente la masacre del 1 de mayo de 1909. El descontento social también se extendía entre los pequeños propietarios y arrendatarios rurales, afectados por los grandes latifundistas, que en 1912 protagonizaron un levantamiento general conocido como Grito de Alcorta.
En ese clima de alto conflicto político y sindical, en 1910 asumió la presidencia de la Nación Roque Sáenz Peña, líder del ala "modernista" del Partido Autonomista Nacional. A poco de ser elegido, Sáenz Peña se reunió con el líder de la UCR Hipólito Yrigoyen, y acordaron terminar con el voto cantado que permitía el fraude y establecer un sistema electoral basado en el voto secreto y obligatorio de los varones (las mujeres quedarían excluidas hasta 1947). Dos años después el acuerdo se cumplió, cuando el Congreso Nacional aprobó la Ley Sáenz Peña. En 1916 se realizaron las primeras elecciones presidenciales libres de la historia argentina, triunfando la Unión Cívica Radical con la candidatura de Hipólito Yrigoyen. Desde entonces ningún partido conservador volvería a ganar elecciones en la Argentina durante el curso del siglo XX.
La presidencia de Yrigoyen cambió considerablemente la composición social de la élite gobernante. Tuvo el perfil de un gobierno "plebeyo", acusado por el establishment que había gobernado hasta ese momento, de estar integrado por "personas sin apellido". Durante su gobierno la cantidad de sindicatos se multiplicó por diez y se legitimaron las huelgas y negociaciones colectivas entre trabajadores y empleadores.
 Se sancionaron leyes laborales, y de protección de los inquilinos, y aparecieron los primeros sistemas jubilatorios. Se ampliaron las condiciones contractuales y oportunidades de acceso a la propiedad de la tierra de trabajadores y arrendatarios rurales. Comenzó a tomar cuerpo la amplia clase media que caracterizaría a la Argentina en la segunda mitad del siglo XX. En ese contexto la universidad pública sería uno de los principales mecanismos de movilidad social para la clase media, sector social que se identificaría estrechamente con el radicalismo.
Gabriel del Mazo, uno de los líderes del movimiento estudiantil argentino en 1918 e historiador principal de la Reforma Universitaria, subraya el componente político-social de la rebelión de 1918 con estas palabras:

Los estudiantes reformistas eran tildados por los hombres defensores de la vieja universidad de ateos en el orden religioso, unitarios en el orden político, demagogos en el orden universitario y chusma en el orden social.
Gabriel del Mazo

## Antecedentes

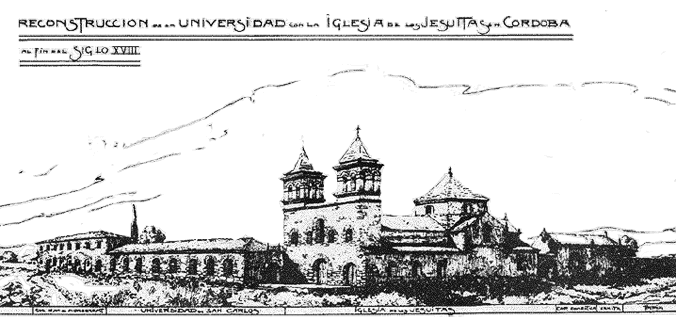
La Universidad de Córdoba, fundada por los jesuitas en 1613, una de las más antiguas de América, era en 1918 el caso más extremo de universidad cerrada, elitista y alejada de las corrientes científicas de la época.

En 1918 había cinco universidades en Argentina, todas públicas. Tres pertenecían al Estado nacional (Buenos Aires, Córdoba y La Plata), y dos eran provinciales, la de Tucumán y la del Litoral (Santa Fe). Estas últimas dos pasarían a ser nacionales en 1921 y 1922, respectivamente.
El movimiento estudiantil por su parte había comenzado a organizarse desde principios de siglo en centros de estudiantes por facultad, federaciones por cada universidad y una federación nacional. Los primeros centros de estudiantes surgieron en la UBA, en Medicina (1900), en Ingeniería (1903) y en Derecho (1905), que en 1908 se federaron en la Federación Universitaria de Buenos Aires (FUBA). Dos grandes conflictos estudiantiles precedieron a la Reforma Universitaria de 1918: el Movimiento Pro Reforma Universitaria de 1871 y las huelgas de 1903/1905 que llevaron a la Reforma Universitaria de 1906, ambos en la Universidad de Buenos Aires. El primero instaló el reclamo por la autonomía universitaria, la enseñanza gratuita y la enseñanza libre. El segundo instaló la idea de que la universidad debía ser gobernada por todos los profesores con cierta representación estudiantil, así como la autonomía científica y financiera.
La Universidad Nacional de Córdoba había sido fundada por los jesuitas en 1613, en tiempos de la colonización española y tenía en 1918 unos 1500 estudiantes. Mantenía aún características coloniales, racistas, elitistas, nepotistas, clericales (aún después de su secularización en el siglo XIX), alejada de las ciencias exactas y naturales, que contrastaban fuertemente con los cambios políticos, económicos y sociales que se habían producido en el país y en el mundo. Ochenta y dos mujeres cursaban en sus aulas. Agulla recurre al concepto de "aristocracia doctoral", para referirse a la élite dirigente de "la Docta" ─como es conocida la Ciudad de Córdoba─, que concentraba simultáneamente los cargos políticos, del Estado, de la justicia y de la Universidad.
La élite doctoral cordobesa estaba íntimamente vinculada a la élite clerical y en 1917 constituyó una sociedad semisecreta llamada Corda Frates, cuya cabeza visible era Arturo Bas, y que incluía también al gobernador de la provincia, dos de sus ministros, el intendente municipal, el director del diario proclerical Los Principios Antonio Nores —que al ser nombrado rector desataría la insurrección estudiantil—, y profesores de varias facultades.
Córdoba era el caso más extremo del elitismo y obsolescencia que caracterizaba a las universidades argentinas y latinoamericanas. Fue Ramón J. Cárcano, lúcido exponente del régimen conservador y de sus limitaciones, quien sostuvo por entonces que "la Universidad es una corporación cerrada".

La clase media emergente, comenzó a presionar para lograr el acceso a la formación superior y protagonizó el movimiento para derrumbar muros “que hacían de la Universidad un coto cerrado de las clases superiores” (Tünnermann Bernheim, 2008, p.17). Estas presiones generaron las condiciones para que el movimiento reformista se iniciara en junio de 1918.

## La rebelión estudiantil en Córdoba

### La primera huelga y el Comité Pro Reforma

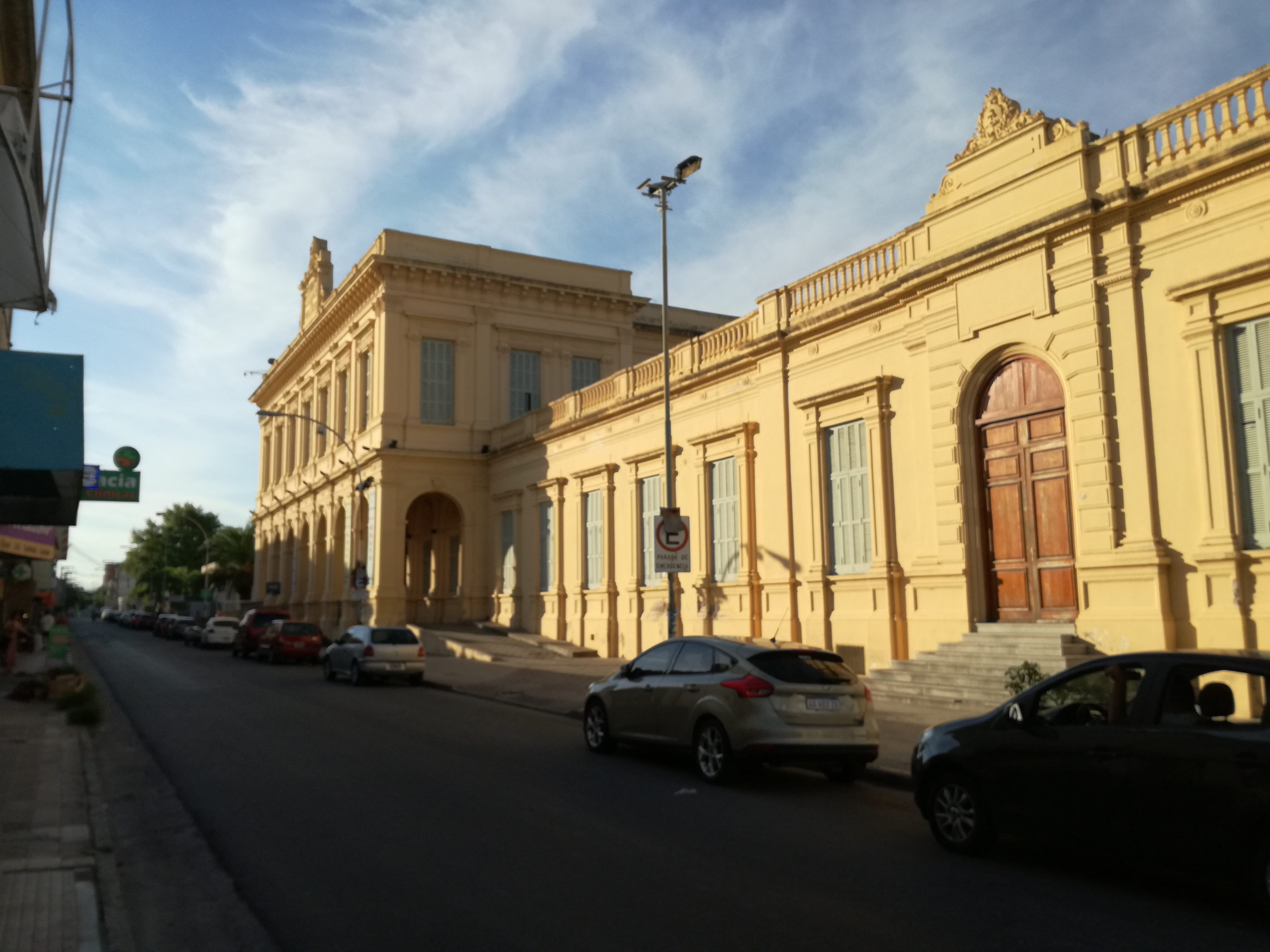
Hospital de Clínicas en el barrio Alberdi de la ciudad de Córdoba, centro de la vida universitaria. Allí se declaró la huelga que iniciaría el movimiento de Reforma Universitaria.

La chispa que desencadenó la Reforma Universitaria se produjo en septiembre de 1917, cuando la Universidad de Córdoba aprobó un nuevo reglamento para el internado estudiantil en el Hospital Nacional de Clínicas.
El Clínicas estaba y aún sigue ubicado en el barrio Alberdi, popular barrio estudiantil caracterizado por sus célebres "casas de estudiantes". El hospital-escuela había dado origen a la Facultad de Medicina y era el eje del barrio.
Los internos del Clínicas expresaron su desacuerdo con el reglamento, declarándose en huelga, pero la Universidad respondió suspendiendo a los huelguistas por dos años y disolviendo el internado nocturno. El malestar se agravó entre el estudiantado cuando se aprobó un reglamento conocido como la "Ordenanza de los Decanos", aumentando la carga horaria y de materias para la carrera de Ingeniería.
En marzo, luego del receso de verano y con la vuelta de los estudiantes a la ciudad para iniciar las clases el 1 de abril, el descontento se generalizó. El 7 de marzo el Consejo Superior tomó otra medida mal recibida por el estudiantado, al modificar el sistema de calificaciones.
La acumulación de quejas sacó a los estudiantes a la calle el 10 de marzo de 1918, en una marcha que partió de la antigua plaza General Paz (actual cruce de la General Paz y La Tablada) y realizó una primera parada frente al Club Social (Vélez Sársfield, entre Deán Funes y 9 de Julio), frecuentado por las autoridades universitarias, donde los estudiantes gritaron consignas como “¡Que renuncien!” o “¡Abajo los inútiles!”. Luego fueron a la facultad de Ingeniería (Vélez Sársfield y Duarte Quirós), donde expresaron su repudio a la "Ordenanza de los Decanos", finalizando en la Plaza Vélez Sarsfield. Durante la marcha, Horacio Valdés, por los estudiantes de derecho, dio un discurso que reflejaba el profundo descontento de los estudiantes con las autoridades universitarias: 

El actual régimen universitario –que está profundamente viciado– amenaza ruina y es deber ineludible contribuir a su dislocamiento. El principio de autoridad está resentido no por el espíritu levantisco de los que lo soportan, sino por la insolvencia moral de los que lo ejercen.
Horacio Valdés

La marcha dio lugar a la formación de un Comité Pro Reforma, con delegados de las tres facultades (Medicina, Derecho e Ingeniería), que amplió el reclamo estudiantil exigiendo una reforma de los estatutos que incorporara a los docentes al gobierno universitario, tal como ya se había establecido en la UBA. El 13 de marzo el Comité Pro Reforma declaró la huelga general estudiantil a partir del 1 de abril, firmada por catorce delegados: Ernesto Garzón, Horacio Valdés, Gumersindo Sayago, Ismael Bordabehere, Jorge H. Basante, Alfredo Brandán Caraffa, Luis A. Argüello, Pedro Gordillo, Antonio Medina Allende, Natalio Saibene, C. Artasa Rodríguez, Roberto Ahumada, Luis Colombo y Manuel J. Tapia.
El 20 de marzo el Consejo Superior rechazó el reclamo estudiantil y el día 30 se realizó una nueva marcha en la que cantaron La Marsellesa. El 31 de marzo una asamblea multitudinaria en el Teatro Rivera Indarte, donde hablaron Arturo Orgaz, Arturo Capdevila, Gregorio Bermann e Ismael Bordabehere, confirmó la huelga estudiantil a partir del día siguiente, fecha de iniciación del ciclo lectivo.
La adhesión a la huelga fue total y las clases no pudieron ser iniciadas. Ese mismo 1 de abril los líderes del Comité Pro Reforma se hicieron presentes en el Rectorado con el fin de presentar al Consejo Superior de la universidad un extenso documento detallando la propuesta de reforma, que no fue recibido por las autoridades.
En el documento del 1 de abril, el Comité Pro Reforma sostiene que la reforma universitaria que propone obedece a la necesidad de ponerse a tono con los tiempos. Considera al régimen universitario entonces vigente como "antiguo", "aristocrático" y de un "anacronismo irritante", que al igual que lo que sucedía en el país debía ser "batido en retirada por el principio de la soberanía popular". Luego de cuestionar el régimen cerrado de elección de las autoridades universitarias por las "academias" integradas por miembros vitalicios, propone la necesidad de que los cargos universitarios sean renovados periódicamente. En una de las primeras formulaciones del cogobierno tripartito, el documento sostiene que la Asamblea Universitaria tiene que estar integrada por representantes de los profesores, estudiantes y egresados, elegidos periódicamente por cada uno de los claustros. Con respecto a la elección del rector, el documento realiza una interpretación amplia de la legislación entonces vigente (Ley Avellaneda N.º 1597 de 1885), dando un alcance a la palabra "facultades" que trasladaba el poder de elegir al rector de las "academias" al cuerpo de profesores titulares y suplentes. Para dar mayor garantía, todas las elecciones debían realizarse por voto secreto. Con respecto al gobierno de las facultades, proponía suprimir las academias y crear "consejos directivos" elegidos por el profesorado. Los decanos debían ser elegidos por una asamblea de todo el profesorado. El documento trata también el régimen de designación del profesorado, al que considera "punto principal en la Reforma Universitaria", proponiendo que la selección se realice mediante concursos de oposición. Finalmente el documento propone adoptar un sistema de "docencia libre", en la que los estudiantes pudieran elegir libremente a los profesores con los que desearan cursar.
Ante la continuidad de la huelga y los airados reclamos del estudiantado, el Consejo Superior dispuso clausurar la universidad por tiempo indeterminado, admitiendo solo el ingreso de los "académicos".
El escritor Juan Filloy, protagonista de los hechos, contaba 80 años después:

Una universidad que queríamos cambiar. El futuro estaba condicionado por lo que era la Universidad en ese entonces. Era un reducto frailesco, casi clerical, en el cual estaban arraigadas figuras del sector de derecha, pero que no estaban capacitadas para dictar clases. Estaban muy retardados en los progresos de las ciencias jurídicas y médicas. Y eso no se podía tolerar más. Los estudiantes queríamos abrir nuestra inteligencia hacia la modernidad y ellos eran un estorbo.
Juan Filloy

### FUA, FUC, intervención y primera reforma
El 4 de abril, el Comité Pro Reforma le envió una nota al ministro de Justicia e Instrucción Pública José S, Salinas solicitándole la intervención de la Universidad.
El 11 de abril de 1918 se creó la Federación Universitaria Argentina (FUA), integrada por delegados de las cinco universidades argentinas (Tucumán, Santa Fe, Córdoba, La Plata y Buenos Aires). Como presidente fue elegido Osvaldo Loudet y como secretario Julio V. González. Ese mismo día la FUA pidió una entrevista con el presidente Hipólito Yrigoyen quien los recibió de inmediato.
Los estudiantes le informaron al presidente la situación del conflicto estudiantil, principalmente en Córdoba y le expresaron que "no queremos que se cambie algún artículo sino que queremos una nueva Universidad...". Yrigoyen por su parte les aseguró que "su gobierno pertenecía al espíritu nuevo, que se identificaba con las justas aspiraciones de los estudiantes y que la Universidad debía nivelarse con el estado de conciencia alcanzado por la República". A continuación dispuso intervenir la Universidad de Córdoba y nombrar interventor a José Nicolás Matienzo, con la orden de reformar los estatutos para permitir la participación de los docentes en el gobierno y llamar a elección de autoridades universitarias.
El 16 de mayo el Comité Pro Reforma se transformó en la Federación Universitaria de Córdoba (FUC), conducida por un triunvirato integrado por Enrique Barros, Horacio Valdés e Ismael Bordabehere. Simultáneamente se crea La Gaceta Universitaria, bajo la dirección de inicial de Barros y Valdés, aunque desde el cuarto número del 20 de mayo, la dirección recayó en Emilio Biagosch; en total publicaría veintidós números entre 1918 y 1919. La FUC eligió el nombre del periódico tomándolo de la Gazeta de Buenos Ayres, el periódico fundado por Mariano Moreno en 1810, como órgano de la Revolución de Mayo, por identificación del momento que estaba protagonizando el movimiento estudiantil cordobés, con el movimiento descolonización del Imperio Español de las naciones hispanoamericanas. Para confirmar esa identificación, La Gaceta Universitaria adoptó como lema la misma frase en latín que Moreno tomó de Tácito, para colocarla como lema de la Gaceta de Buenos Ayres:

Rara temporum felicitate, ubi sentire quae velis, et quae sentias dicere licet.
La rara felicidad de los tiempos en los que pensar lo que quieras y decir lo que piensas está permitido.

Pocos día después, el 21 de mayo, la FUC le envió un telegrama al presidente Yrigoyen para expresarle el apoyo masivo del estudiantado cordobés a su política universitaria y a la gestión del interventor Matienzo, pero también para transmitirle su preocupación por las maniobras de las "camarillas desalojadas" para volver a dirigir la Universidad presentándose como yrigoyenistas.

### El estallido del 15 de junio de 1918

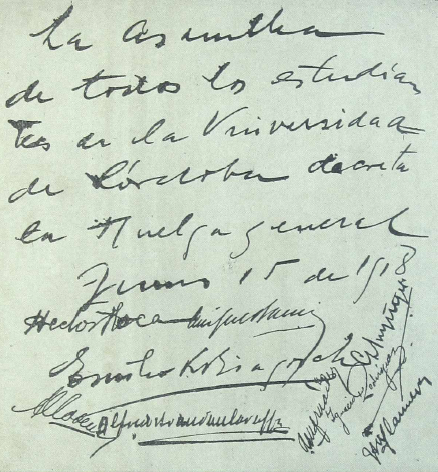
Acta declarando la huelga general estudiantil el 15 de junio de 1918 que dio inicio al Movimiento de Reforma Universitaria. Fue firmada por unos mil estudiantes, dos tercios del total que cursaba en la Universidad.

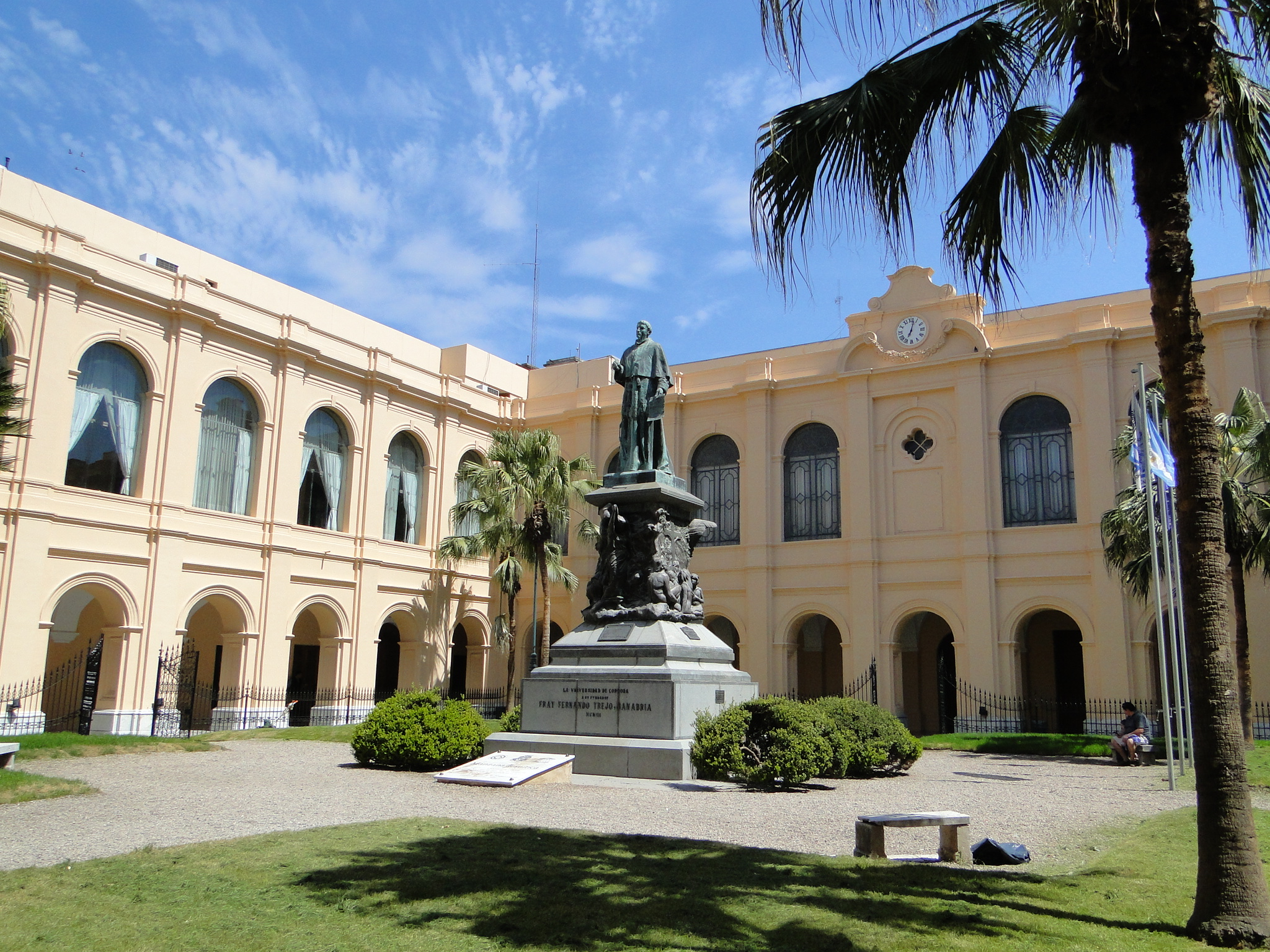
Estatua del obispo Trejo en el patio del Rectorado de la Universidad Nacional de Córdoba, que intentaron infructuosamente derribar los estudiantes reformistas, luego de interrumpir la Asamblea Universitaria.

El interventor Matienzo, luego de comprobar diversas irregularidades, declaró vacantes los cargos de rector de la Universidad y decanos de las facultades y dispuso un nuevo sistema para la elección de las autoridades por parte de la totalidad de los docentes, reemplazando la elección por docentes vitalicios. Definió la situación en que encontró a la universidad con estas palabras:

El gobierno (universitario) fue entregado a cuerpos vitalicios, electores de sus propios miembros y de cuyo seno debieron salir el rector y todos los vocales del consejo directivo...".
José Nicolás Matienzo

El 15 de junio de 1918 fue el día de la elección y del estallido. La lucha estudiantil había conseguido que los profesores integraran por primera vez la Asamblea Universitaria que debía designar al rector. El candidato reformista apoyado por los estudiantes era Enrique Martínez Paz, mientras que el candidato de los sectores tradicionales era Antonio Nores, miembro de la asociación ultra conservadora conocida como Corda Frates. Hubo dos votaciones y ninguno obtuvo mayoría absoluta. En la tercera votación la mayoría de los profesores modificaron su voto y apoyaron a Nores, que ganó por 24 votos a 13. Los más de mil estudiantes que esperaban el resultado afuera, se consideraron traicionados e irrumpieron con furia en el salón donde sesionaba la Asamblea para echar a empujones a los profesores, al rector, a los policías y a los guardaespaldas, rompiendo las ventanas, los muebles y los cuadros de los obispos que habías sido rectores desde 1613. Uno de los líderes reformistas, Emilio Biagosch subió al estrado y escribió de puño y letra en el libro de actas:

La asamblea de todos los estudiantes de la universidad de Córdoba declara la huelga general. Junio 15 de 1918

Más de mil estudiantes, dos tercios del total que cursaba en la Universidad, suscribieron con su firma el acta declarando la huelga. Los estudiantes tomaron los edificios de la Universidad y exigieron la renuncia de Nores. Los estudiantes se subieron al frontispicio del rectorado y colocaron una bandera; una histórica foto del momento simboliza el movimiento. Los estudiantes apuntaron contra las estatuas del obispo Trejo, fundador de la universidad y el desconocido profesor García, para derribarlas, colocando un cartel que decía “Sobran estatuas, faltan pedestales”. El rector electo llamó a la policía y el conflicto se transformó en batallas campales. El 16 de junio la FUA pidió al gobierno que interviniera nuevamente la Universidad de Córdoba.
El 17 de junio la confrontación llegó a un punto tal que el rector Nores estaba dispuesto a masacrar a los estudiantes que ocupaban la universidad y exigían su renuncia, tal como lo muestra el siguiente diálogo entre el rector electo Nores y los representantes de la FUC, Ismael Bordabehere y Enrique Barros:

— Bordabehere y Barros: En nombre de la Federación venimos a poner en su conocimiento la gravedad del momento. La juventud está en las puertas de la universidad dispuesta a apoderarse de ella. Y ya lo ha visto: ha sonado el toque de atención de la policía y nadie se ha movido. Están dispuestos a hacerse matar. Venimos a pedirle la renuncia.
— Nores: ¡Es un atrevimiento!
— Bordabehere y Barros: Es un exceso de sinceridad, doctor. No somos nosotros, es la juventud, el pueblo de Córdoba.
— Nores: Estoy dispuesto a jugar mi vida y si debe quedar el tendal de cadáveres de los estudiantes, que quede, pero yo no renuncio.
— Bordabehere y Barros: ¡Viene la masacre, doctor!
— Nores: La fuerza nacional y la fuerza policial están dentro de la Universidad, y si debe masacrarse, que sea. Pueden quedar dentro de la Universidad para calmar los ánimos y tratar de que esto se arregle mansamente.
— Bordabehere y Barros: Nunca, doctor. Nos debemos a los que esperan afuera nuestra respuesta. Perder minutos es perder la vida de nuestros compañeros. La responsabilidad pesa sobre usted.

Nores llamó entonces a la policía, ordenándole que detenga a los dirigentes estudiantiles, pero estos escaparon por la ventana, donde fueron protegidos por la multitud estudiantil.
Al día siguiente la FUA declaró la huelga general estudiantil en todo el país durante cuatro días (del 19 al 22 de junio), en solidaridad con la lucha de los estudiantes cordobeses y en repudio a la amenaza de masacrar a los huelguistas y la negativa del rector Nores a renunciar. Finalizada la huelga nacional, el 23 de junio la FUA decidió nacionalizar el movimiento cordobés convocando para el 14 de julio al Primer Congreso Nacional de Estudiantes a ser realizado en la convulsionada ciudad de Córdoba.

### ElManifiesto liminar

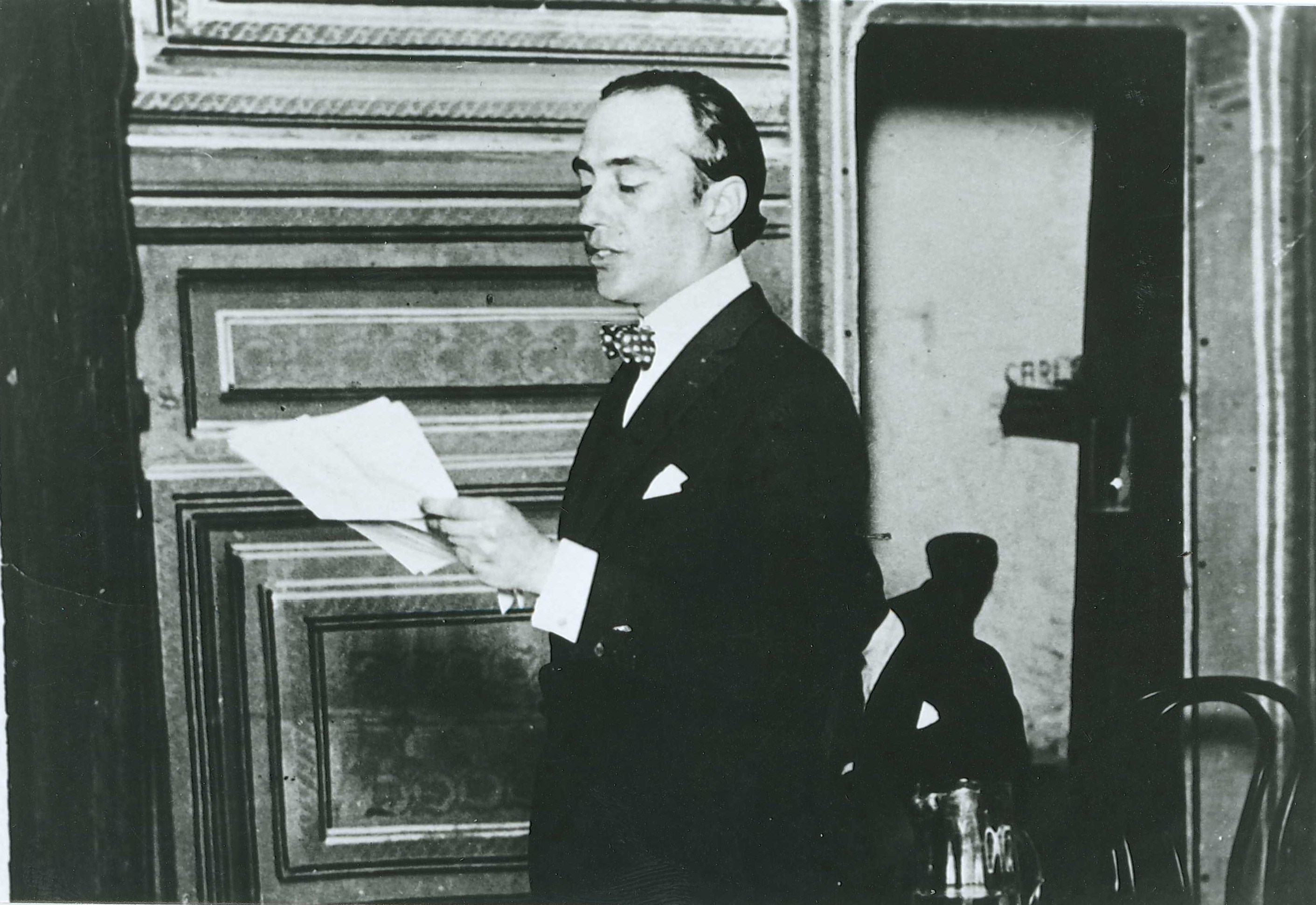
El abogado Deodoro Roca fue uno de los principales referentes del movimiento estudiantil y anónimo redactor del Manifiesto liminar.

El 21 de junio, en medio de la ocupación y la huelga, el movimiento estudiantil cordobés publicó en La Gaceta Universitaria el célebre Manifiesto Liminar, firmado por los líderes de la FUC y redactado por Deodoro Roca sin hacer conocer su autoría, dirigido "A los hombres libres de Sud América".
El Manifiesto está dedicado a explicar a la opinión pública las causas profundas y morales de la revuelta y la irrupción estudiantil en el salón en que se estaba realizando la elección de rector, para evitar así que se consume. Se inicia haciendo referencia a la herencia colonial, poniendo el objetivo en "las libertades que faltan" y proyectando el movimiento a todo el continente: 

Hombres de una República libre, acabamos de romper la última cadena que, en pleno siglo XX, nos ataba a la antigua dominación monárquica y monástica. Hemos resuelto llamar a todas las cosas por el nombre que tienen. Córdoba se redime. Desde hoy contamos para el país una vergüenza menos y una libertad más. Los dolores que quedan son las libertades que faltan. Creemos no equivocarnos, las resonancias del corazón nos lo advierten: estamos pisando sobre una revolución, estamos viviendo una hora americana.

Denuncia luego el régimen universitario "anacrónico", alejado de la ciencia, autoritario y "fundado en el derecho divino del profesorado". Cuestiona el sistema de gobierno universitario y postula su democratización mediante la incorporación de los estudiantes: 

Reclama un gobierno estrictamente democrático y sostiene que el demos universitario, la soberanía, el derecho a darse el gobierno propio radica principalmente en los estudiantes.

La FUC sostiene un nuevo concepto pedagógico basada en la "vinculación espiritual entre el que enseña y el que aprende" y el "amor a los que aprenden", muy diferente del espíritu "cuartelario" imperante entonces:

El chasquido del látigo sólo puede rubricar el silencio de los inconscientes o de los cobardes. La única actitud silenciosa, que cabe en un instituto de ciencia es la del que escucha una verdad o la del que experimenta para crearla o comprobarla.

Reconoce la honestidad del interventor Matienzo, pero toma conciencia "que el mal era más afligente de lo que imaginábamos" y que finalmente la "casta de profesores" no está dispuesta a avanzar contra los "intereses creados" y la "mediocridad". Reivindica entonces el papel heroico de la juventud, "desinteresada", "pura", que "no ha tenido tiempo para contaminarse".
Para poder llevar adelante los cambios, exige cambiar la Ley Universitaria de Avellaneda, entonces vigente. Justifica la irrupción violenta de los estudiantes para impedir que se consume la elección del rector Nores, mediante un acto que considera "repugnante":

Los actos de violencia de los cuales nos responsabilizamos íntegramente, se cumplían como el ejercicio de puras ideas. Volteamos lo que representaba un alzamiento anacrónico y lo hicimos para poder levantar siquiera el corazón sobre esas ruinas... El espectáculo que ofrecía la asamblea universitaria era repugnante... Grupos de amorales deseosos de captarse la buena voluntad del futuro rector exploraban los contornos en el primer escrutinio, para inclinarse luego al bando que parecía asegurarse el triunfo, sin recordar la adhesión públicamente empeñada... La sanción moral es nuestra. El derecho también. Aquellos pudieron obtener la sanción jurídica, empotrarse en la ley. No se lo permitimos. Antes que la iniquidad fuera un acto jurídico, irrevocable y completo, nos apoderamos del salón de actos y arrojamos a la canalla, sólo entonces amedrentada, a la vera de los claustros. Que esto es cierto, lo patentiza el hecho de haber, a continuación, sesionado en el propio salón de actos la Federación Universitaria y de haber firmado mil estudiantes sobre el mismo pupitre rectoral, la declaración de huelga indefinida.

Luego de invocar el ejemplo moral de la renuncia del rector de la Universidad de San Carlos, del Perú, ante la posibilidad de que su permanencia desatara una represión que dejara un "tendal de cadáveres", el Manifiesto liminar finaliza reivindicando el derecho de la juventud a decidir por sí sobre su propio futuro: 

La juventud ya no pide. Exige que se le reconozca el derecho a exteriorizar ese pensamiento propio en los cuerpos universitarios por medio de sus representantes. Está cansada de soportar a los tiranos. Si ha sido capaz de realizar una revolución en las conciencias, no puede desconocérsele la capacidad de intervenir en el gobierno de su propia casa.

### Primer Congreso Nacional de Estudiantes. Las Bases

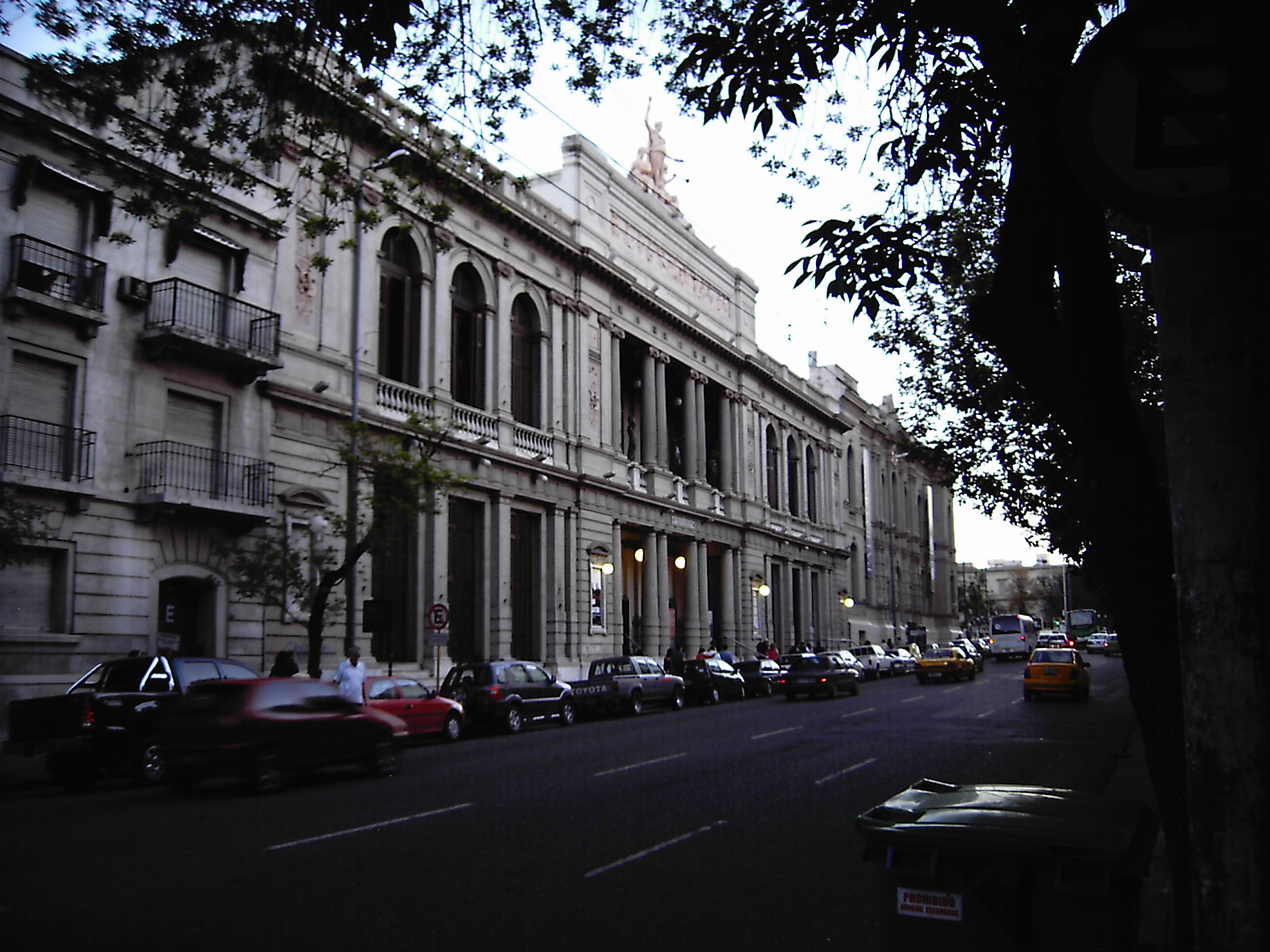
Teatro Rivera Indarte (actualmente del Libertador General San Martín), donde se realizó el Primer Congreso Nacional de Estudiantes durante las jornadas de la Reforma Universitaria de 1918.

El 21 de julio se inauguró en el Teatro Rivera Indarte el Primer Congreso Nacional de Estudiantes de la FUA. La ciudad ardía y vivía un clima revolucionario, con violentos enfrentamientos entre reformistas y católicos antirreformistas. La Universidad de Córdoba mientras tanto seguía paralizada por la huelga estudiantil.
El Congreso tuvo una gran importancia porque discutió y elaboró una formulación integral del ideario y proyecto reformista. En el mismo se aprobó el documento titulado "Bases para la nueva organización de las universidades nacionales", estableciendo los principios sobre las que debía realizarse la reforma universitaria y un proyecto de Ley Universitaria que las implementaba. Gabriel del Mazo sintetizó la propuesta del Congreso de Estudiantes en diez bases reformistas:
1. Participación estudiantil en el gobierno universitario (cogobierno por tercios de profesores, estudiantes y graduados)[50]
2. Participación de graduados en el gobierno universitario[50]
3. Asistencia libre[51]
4. Docencia libre (libertad académica, cátedra paralela,[Nota 1] cátedra libre,[Nota 2] derecho a optar entre cátedras)[51]
5. Periodicidad de la cátedra (con designación por concurso)[51]
6. Publicidad de los actos universitarios
7. Extensión universitaria (y creación de universidades populares)
8. Ayuda social a los estudiantes
9. Sistema diferencial para la organización de las universidades
10. Orientación social de la universidad

Durante el Congreso Gabriel del Mazo y Dante Ardigó propusieron adoptar como una de las bases de la reforma universitaria, el principio de gratuidad de enseñanza, tomando la idea de lo que ya sucedía en ese momento en la universidad uruguaya, debido a las reformas progresistas del presidente José Batlle y Ordóñez (1903-1907 y 1911-1915). La mayoría del Congreso no aprobó el proyecto de Del Mazo y Ardigó, pero el principio de gratuidad de la enseñanza universitaria, que sería establecida por el peronismo en 1949, fue adoptado posteriormente por el movimiento reformista como una de sus bases esenciales.
Otras resoluciones del Congreso fueron la prioridad para la creación de la Universidad Nacional del Litoral (en ese momento en trámite parlamentario) y la nacionalización de la Universidad de Tucumán, la inclusión de la educación física en los programas universitarios, costeo de la enseñanza universitaria para estudiantes pobres, la libre elección de la fórmula de juramento para los graduados, y la declaración del día 15 de junio como "Día de la nueva universidad". El Congreso fue cerrado el 30 de julio con un discurso de Deodoro Roca titulado "La nueva generación americana", donde llama a superar el "coloniaje" que hizo de América "materia de explotación", para "vivir en América" y "preocuparse por nuestros problemas", y anticipa que la tarea de la Reforma Universitaria se extendería en el tiempo:

¡Crear hombres y hombres americanos, es la más recia imposición de esta hora!... Este congreso no puede ser una meta, sino el tránsito a otro congreso, y en ese tránsito de un año, debéis difundir el espíritu que os abraza. La revolución que ha comenzado, yo creo, no estaría satisfecha, con una ley solamente, porque, como enuncia la recordada frase de Nelson, estos son más que problemas de leyes: son problemas de almas.

### Córdoba, territorio de lucha entre reformistas y católicos

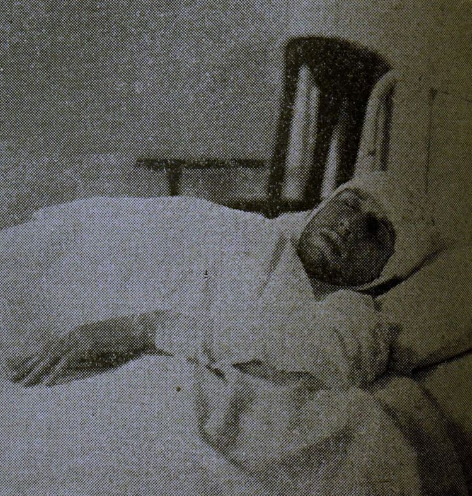
Enrique Barros, uno de los tres presidentes de la FUC, luego de ser operado por las lesiones cerebrales causadas por los golpes que le propinó un grupo de choque del Comité Pro Defensa de la Universidad, contrario a la reforma.

Entre junio y octubre Córdoba fue teatro de violentas batallas campales entre reformistas, la policía y grupos católicos.
A mediados de julio, estudiantes católicos constituyen el Comité Pro Defensa de la Universidad (CPDU), presidido por Atilio Dell'Oro Maini, con el apoyo público del obispo de Córdoba Zenón Bustos y la Corda Frates. El órgano de prensa del CPDU sería El Heraldo Universitario.
El 17 de julio la FUC envió una nota al presidente Yrigoyen solicitándole nueva intervención a la universidad cordobesa. En la nota los estudiantes rechazan los adjetivos de los sectores conservadores describiéndolos como "exaltados" y equiparan la lucha estudiantil a las luchas obreras contra la injusticia social: 

Los sociólogos y legistas del trabajo nunca han atribuido la resistencia obrera y los desmanes de sus revoluciones a la voluntad de los caudillos o al relajamiento de la autoridad en el taller o en la fábrica, sino, más bien y con razón, a las condiciones del trabajo y a la escala de los salarios. 
Tal sucede con nosotros... peregrina idea nos parece, excelentísimo señor, esta de atribuir los crímenes de tan magno movimiento a un «grupo» de exaltados.
FUC, 17 de julio de 1918

El 25 de agosto el Comité Córdoba Libre organizó una manifestación multitudinaria, que reunió a unas 10 000 personas en una ciudad de 150 000 habitantes, con 1500 estudiantes universitarios. Los oradores volvieron a pedir al gobierno nacional una nueva intervención a la universidad. Para entonces, el 23 de agosto, Yrigoyen ya había decidido intervenir por segunda vez la UNC, pero intentaba dilatar la situación para que el conflicto se diluyera antes de la llegada del interventor. Inicialmente designó como interventor a Telémaco Susini, quien no llegó a asumir debido a la oposición de los sectores conservadores, y luego nada menos que a su ministro de Educación, José Santos Salinas. Pero más de dos semanas después, Salinas aún no había aparecido por Córdoba. Antes la situación de desgobierno de la universidad, el gobierno provincial cerró la universidad por tiempo indefinido.

### La FUC asume el gobierno universitario y el Ejército reprime

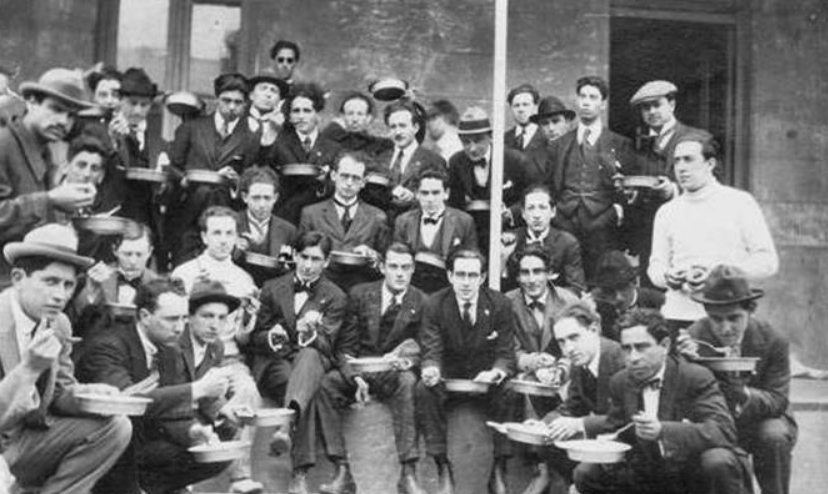
Foto de los 83 estudiantes de la FUC detenidos en el Regimiento 4.º de Artillería, luego de ser apresados por el Ejército al desalojar la Universidad para ser enjuiciados por sedición.

El 9 de septiembre, en un acto único en la historia argentina, la FUC resolvió ocupar otra vez la universidad pero esta vez a fin de asumir la dirección de la misma, poniendo a los estudiantes Barros, Valdés y Bordabehere a cargo de las facultades de Medicina, Derecho e Ingeniería, respectivamente. La resolución de la FUC mediante la cual asume la dirección de la Universidad de Córdoba dice:

1º) Asumir la dirección de la Universidad Nacional de Córdoba;

2º) Encargar a los ciudadanos Horacio Valdés, Enrique Barros e Ismael Bordabehere, la dirección de las facultades de Derecho, Medicina e Ingeniería, respectivamente, y nombrar secretario general al señor L. Ruiz Gómez;
 
3º) Los ciudadanos nombrados ejercerán conjuntamente la presidencia de la universidad y procederán a proponer la designación del profesorado interino;
 
4º) Suspender la huelga y convocar a los estudiantes para que asistan al acto de la asunción del mando;

5º) Clausurar los archivos, reabrir las bibliotecas, encomendar a los estudiantes la mayor compostura v discreción durante el funcionamiento de las clases y su permanencia en la universidad;

6º) Todos los actos de los decanos serán previamente comunicados a la Federación;

7º) Remitir comunicación telegráfica al señor interventor expresándole que habiendo sido tomada la Universidad esperamos que la reciba a la mayor brevedad;

8º) Invitar al pueblo a concurrir a la inauguración de las clases.

Córdoba libre, setiembre 9 de 1918

La dirección estudiantil tomó los edificios universitarios y asumió efectivamente la dirección de la alta casa de estudios, comenzando a dictar clases y tomar exámenes. Pero esa misma tarde el presidente Yrigoyen encomendó al Ejército desalojar la universidad y detener a los ocupantes. Un año después, Yrigoyen recurrió también al Ejército para reprimir la protesta obrera conocida como la Semana Trágica, causando una masacre, que se volvería a repetir en las huelgas patagónicas de 1922. Los ochenta y tres militantes estudiantiles que se encontraban en la universidad fueron detenidos y enjuiciados por sedición.

### Segunda intervención, fin del conflicto y reforma limitada
La decisión de la FUC de tomar y dirigir la Universidad de Córdoba y la escalada que significaba recurrir a la represión militar y el enjuiciamiento de los dirigentes estudiantiles, obligaron a Salinas a presentarse en Córdoba y asumir sus funciones como interventor tres días después, el 12 de septiembre. Los estudiantes fueron liberados y la causa por sedición dejada sin efecto. De inmediato inició un proceso de reformas con apoyo estudiantil. Los profesores más conservadores renunciaron a sus puestos y varios reformistas notables fueron designados profesores, como Martín Gil, Gumersindo Sayago, Arturo Capdevilla, Deodoro Roca, Arturo Orgaz, José Barros y otros. Para mediados de septiembre el pico del conflicto cordobés había concluido, pero el movimiento reformista recién comenzaba a tomar forma.
El 26 de octubre de 1918, mientras hacía guardia en el Hospital de Clínicas, uno de los presidentes de la FUC, Enrique Barros fue atacado con barras de hierro por un grupo de choque católico, que le causó graves lesiones cerebrales, de las que nunca se recuperó totalmente. El atentado contra Barros generó un amplio movimiento nacional de solidaridad con su salud y repudio contra los autores y sus instigadores.
Salinas realizó varias reformas a sus estatutos que incorporaron limitadamente algunos de los reclamos estudiantiles. En las facultades se crearon "Consejos Directivos", que incluían profesores elegidos por asambleas en las que los estudiantes tenían un tercio de sus miembros (art. 38). El estatuto también creó la figura del delegado estudiantil ante el Consejo Superior de la Universidad y ante los consejos directivos de las facultades, elegido por la FUC, aunque tenía limitadas facultades de voz y carecía de derecho a voto. Las mismas reformas se realizaron simultáneamente a los estatutos de la Universidad de Buenos Aires. "A comienzos de la década de 1920 muchos alumnos y docentes de la Casa de Trejo pensaban que otras universidades de nuestro país, como las de Buenos Aires y el Litoral, habían experimentado progresos relevantes a partir de 1918, mientras la institución cordobesa, precursora de la Reforma, permanecía aún atrasada". En 1922 y 1924 los estudiantes cordobeses fueron nuevamente a la huelga debido a las demoras en implementar las reformas y la continuidad de los mismos vicios contra los que se habían levantado en 1918.

## La expansión nacional del movimiento

### Universidad de Buenos Aires
La Universidad de Buenos Aires (UBA), fundada en 1821, concentraba en 1918 el 80 % de la población universitaria del país, con algo más de 5400 estudiantes. El movimiento estudiantil de reforma universitaria tenía ya una importante tradición de organización y lucha, que se remontaba al siglo XIX, cuando el suicidio de un estudiante luego de ser aplazado en una mesa de examen en 1871, desató un movimiento de protesta que tomó el nombre de "Movimiento 13 de Diciembre" y que se organizó en una Junta Revolucionaria Pro reforma Universitaria, reclamando la autonomía universitaria, que se constituiría en uno de los principios básicos de la Reforma Universitaria de 1918. Fue liderada por estudiantes que luego se destacarían en la política y la ciencia nacional, como Estanislao Zeballos, Lucio V. López, Pedro Arata y José María Ramos Mejía.
En 1900 se fundó el Centro de Estudiantes de Medicina, al que le siguieron los de Ingeniería (1903), Filosofía y Letras (1905) y Derecho (1905). En 1905, durante la presidencia del conservador Manuel Quintana, se desató una gran huelga estudiantil en la UBA, que llegó a motivar el estado de sitio y la censura de cualquier noticia relacionada con la huelga estudiantil. El movimiento cuestionaba que la universidad y las facultades fueran gobernadas por "academias" vitalicias, defendiendo la idea de "consejos directivos" en cada facultad, cuyos cargos fueran electivos y periódicos. Entre los modelos universitarios que se propusieron entonces, se destacó el de José Nicolás Matienzo —que en 1918 sería designado primer interventor en la Universidad de Córdoba—, quien publicó un artículo titulado "La Reforma Universitaria", defendiendo una universidad con amplia autonomía, gobernada por los profesores y con facultades plenas para aprobar sus propios estatutos sin intervención del Poder Ejecutivo ni del Congreso Nacional. La huelga finaliza con una victoria de los estudiantes que obtienen la reforma de los estatutos universitarios, que sin disolver las "academias", las postergaba y daba una participación decisiva a los profesores en el gobierno universitario. La Reforma Universitaria de 1906 en la UBA, consolidaría al movimiento estudiantil en 1908 al fundarse la Federación Universitaria de Buenos Aires (FUBA) y se convertiría en un antecedente directo de la Reforma Universitaria de 1918.
En 1918, el movimiento estudiantil de Buenos Aires, desempeñó un importante papel en la relación de los estudiantes cordobeses en huelga y el gobierno nacional encabezado por Hipólito Yrigoyen, con su ministro de Instrucción Pública José S. Salinas. Mientras Salinas se desempeñaba como interventor de la Universidad de Córdoba, desde septiembre de 1918, sin abandonar su cargo de ministro, una de sus primeras medidas fue dictar un nuevo estatuto para la Universidad de Buenos Aires, que tuviera en cuenta los reclamos estudiantiles de cogobierno y concursos para el profesorado. Pocos días después reproduciría el estatuto con algunas modificaciones menores, para la Universidad Nacional de Córdoba. El nuevo Estatuto de Salinas, suprimió definitivamente las "academias" y los cargos vitalicios, para crear los "consejos directivos" por facultad, integrados por profesores elegidos por asambleas en las que los estudiantes tenían un tercio de sus miembros (art. 38). El estatuto también creó la figura del delegado estudiantil ante el Consejo Superior de la Universidad y ante los consejos directivos de las facultades, elegido por la FUBA, aunque tenía limitadas facultades de voz y carecía de derecho a voto. Como pasó en Córdoba, la Reforma de Salinas fue apoyada por el movimiento estudiantil. 
Entre las obras de la gestión reformista de la UBA se destaca el ingreso por concurso del médico reformista Bernardo Houssay y la creación del Instituto de Fisiología, desde el cual ganaría el Premio Nobel de Medicina en 1947.
La "contrarreforma" sin embargo también avanzó en la UBA, al igual que en las demás universidades argentinas, a partir de la presidencia del radical Marcelo T. de Alvear (1922-1928) y sobre todo del golpe de Estado de 1930. En particular la FUBA, paradójicamente, apoyará los golpes de Estado de 1930 y 1955, que derrocaron a los gobiernos constitucionales de Hipólito Yrigoyen y Juan Domingo Perón.

### Universidad del Litoral

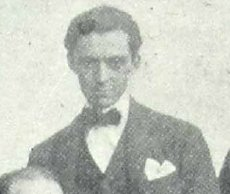
Pablo Vrillaud, presidente de la Federación Universitaria del Litoral y uno de los líderes del movimiento reformista.

La Universidad Nacional del Litoral, creada en 1919, sería la primera en tener cogobierno estudiantil.
La creación de la Universidad Nacional del Litoral fue uno de los principales reclamos estudiantiles del Primer Congreso Nacional de Estudiantes realizado en Córdoba durante la rebelión de 1918. En la ciudad de Santa Fe, capital de la provincia homónima, existía una universidad provincial desde 1889, con dos facultades, Derecho y Farmacia. En 1912 se había iniciado un amplio movimiento para crear una universidad nacional que llevara el nombre de Universidad Nacional del Litoral. Desde los orígenes mismos de este movimiento participó activamente el estudiantado, destacándose las figuras de Alejandro Grüning Rosas y Pablo Vrillaud. Aunque el proyecto alcanzó el estado parlamentario, fue en este caso la demora para su creación la chispa que desató el conflicto.
El conflicto se desató el 7 de mayo de 1919, cuando la Federación Universitaria de Santa Fe declaró la huelga a partir del día siguiente a raíz de la decisión del Consejo Superior de entronizar a un rector sin consenso estudiantil y aprobar un estatuto sin aprobación del presidente Yrigoyen, como establecía la ley.
La huelga se extendería casi cinco meses. Durante la misma los reformistas lograron la renuncia del rector y la intervención de la Universidad provincial, la designación de profesores reformistas en reemplazo de una gran cantidad de profesores antirreformistas que renunciaron para boicotear el proceso y la reorganización de las facultades mediante elecciones en las que triunfaron las listas apoyadas por los estudiantes. El movimiento estudiantil logró también que el Congreso ampliara el ámbito de la futura universidad nacional, con establecimientos no solo en la ciudad de Santa Fe, sino también en Paraná, Rosario y Corrientes. Finalmente, el 27 de septiembre de 1919, el Congreso nacional aprobó la ley de creación de la Universidad Nacional del Litoral (UNL), con ocho facultades. Cuatro días después la federación universitaria santafesina levantó la huelga.
La Ley de creación de la UNL establecía que en la misma regirían los estatutos de la UBA "con las modificaciones que formule el poder ejecutivo para adaptarlos a las primeras necesidades de las facultades a crearse". La FUA y la FUL emprendieron entonces la tarea de influir sobre el presidente Yrigoyen, para incluir en los estatutos de la UNL "todas aquellas (reformas) que propiciadas en el Congreso (de la FUA) de Córdoba no hubieran alcanzado aún sanción gubernativa". La FUA logró que el ministro de Instrucción Pública José S. Salinas, cuya actuación resultó decisiva para el éxito de la reforma en Córdoba, encomendara a Guillermo Watson la redacción del estatuto de la UNL. Watson a su vez, redactó el estatuto en consulta con la FUA y las agrupaciones estudiantiles santafesinas, y fue aprobado por el presidente Yrigoyen mediante Decreto del 11 de abril de 1922. Dice Del Mazo que:

Por primera vez quedó constancia en un estatuto universitario del nuevo concepto político y funcional de la universidad: "Son miembros de la Universidad, los profesores, los estudiantes y los graduados y profesionales inscriptos en las facultades" (art. 5); y por primera vez, en el capítulo sobre extensión universitaria, apareció el nombre de los obreros en nuestra legislación universitaria.

Pero en octubre de ese mismo, Hipólito Yrigoyen finalizó su mandato presidencial, siendo sucedido por Marcelo T. de Alvear. Aunque ambos pertenecían a la Unión Cívica Radical, Alvear tendría una política universitaria opuesta a la de Yrigoyen, "arrasando" con las reformas obtenidas por el movimiento estudiantil durante el gobierno yrigoyenista.

### Universidad Nacional de La Plata

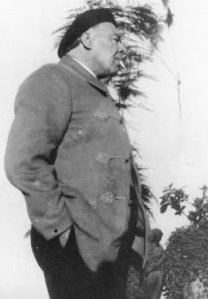
El profesor Alejandro Korn, apoyó activamente la Reforma Universitaria en La Plata y fue uno de sus principales ideólogos.

Mientras los estudiantes santafesinos se encontraban en huelga, un nuevo conflicto universitario estalló en la Universidad Nacional de La Plata (UNLP).

#### Antecedentes
Fundada en 1889, había sido nacionalizada en 1905 y gobernada ininterrumpidamente por Joaquín V. González hasta 1918. González era un destacado representante del ala "modernista" del régimen conservador desplazado por el voto secreto en 1916, que a su vez era padre de uno de los líderes de la Reforma Universitaria de 1918, Julio V. González. En su gestión al frente de la UNLP se había apartado del modelo conservador "profesionalista" de la Ley Avellaneda, promoviendo una orientación científica. Pese a ello la Universidad de La Plata compartía los vicios que afectaban a todas las universidades argentinas y latinoamericanas: el dominio de camarillas cerradas y vitalicias. González dejó en su reemplazo a Rodolfo Rivarola, director de la Revista Argentina de Ciencias Políticas, quien asumió en marzo de 1918 y llegó con un proyecto que acentuaba el carácter cerrado y autoritario de la universidad, cuyo fin primordial, a su entender, debía ser la de formar desde la Facultad de Derecho, "una clase dirigente con aptitudes morales capaces de contener la «mesocracia» que habilitaba la Ley Sáenz Peña". Los reformistas apuntarían también contra dos pilares de la "universidad gonzaliana", el Internado dirigido por Ernesto Nelson, y el pedagogo Víctor Mercante, creyente en la frenología, que tomaba las medidas el cráneo de sus estudiantes para establecer el nivel intelectual de cada uno.

#### Problemas en Agronomía y Veterinaria
La protesta de los estudiantes platenses se inició a raíz de un conflicto en apariencia externo al ámbito educativo, y fue llevado a cabo, principalmente por estudiantes de la Facultad de Agronomía y Veterinaria: los estudiantes criticaron fuertemente la Gran Colecta, llevada a cabo por la Iglesia católica, en una clara señal de adhesión al espíritu anticlerical que había caracterizado a los estudiantes cordobeses. No obstante, desde el inicio de proceso se puede observar un cuestionamiento a la calidad de la enseñanza por "deficiente" y al desentendimiento de las autoridades de la gran cantidad de quejas generadas. Apuntaba directamente al decano Clodomiro Griffin, quien hacía 20 años que ocupaba el cargo y cobraba como titular de cátedra, a pesar de que nunca la dictó. Los estudiantes denunciaban que hacía uso indebido de pasajes oficiales, adulteraba las cuentas y vendía certificados y calificaciones. Sostenían que la escuela de Santa Catalina era manejada como una estancia privada. Daban cuenta también de varios profesores sin alumnos, pese a lo cual cobraban sus salarios.
El decano de Agronomía respondió denunciando penalmente a los dirigentes estudiantiles que firmaban la queja. La criminalización de la protesta escaló el conflicto y la Federación Universitaria de La Plata (FULP), presidida por Luis H. Sommariva, reclamó al Consejo Superior la remoción del decano y la intervención de la facultad. Por entonces la Federación Universitaria Argentina (FUA) había pasado a ser presidida por el platense Julio V. González, uno de los ideólogos del movimiento. El Consejo Superior creó una comisión investigadora, pero la lentitud de su accionar llevó al centro de estudiantes a declarar dos huelgas en la Facultad de Agronomía y Veterinaria los días 2 de septiembre y 14 de octubre de 1919.

#### La "huelga grande"

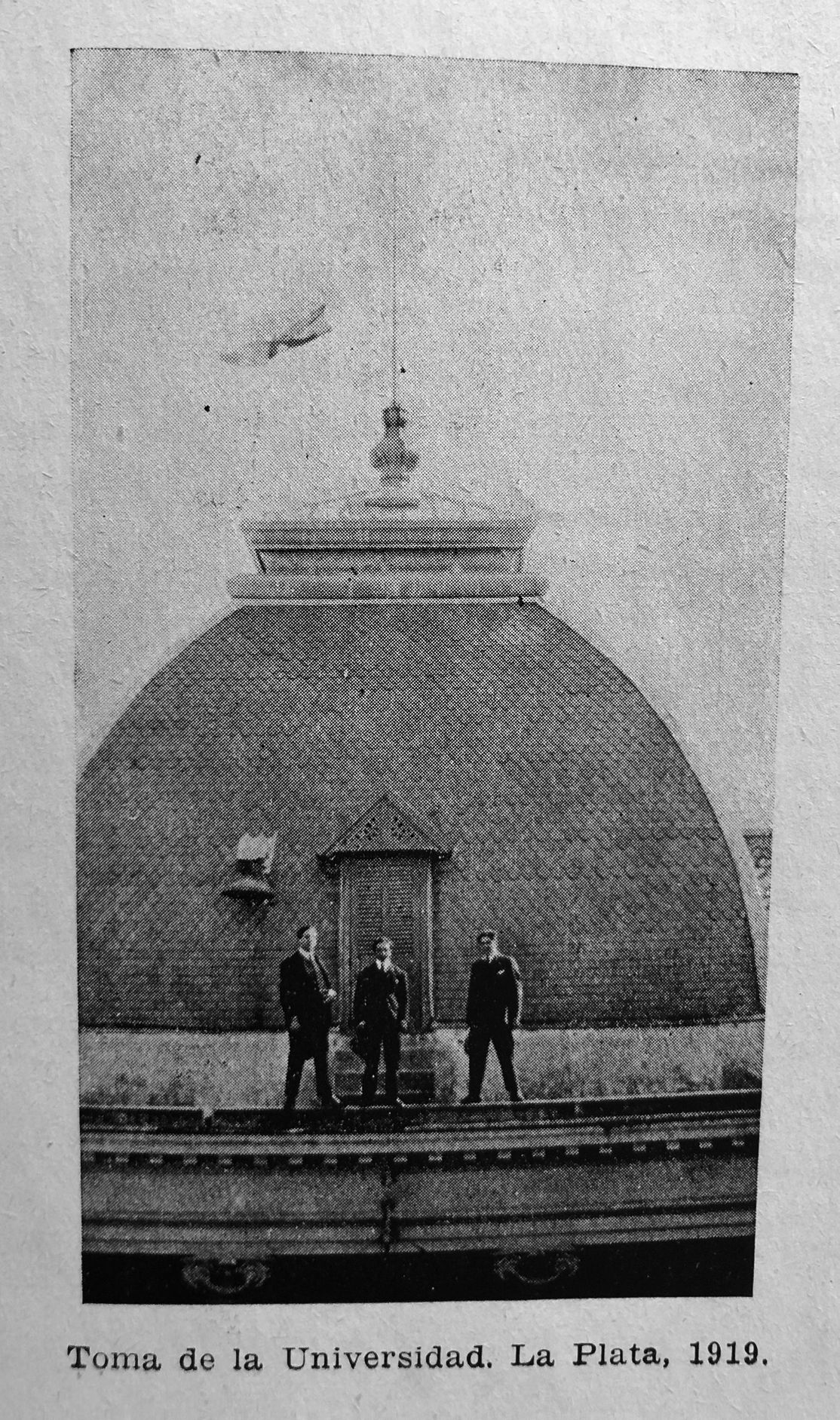
Líderes estudiantiles en la cúpula del rectorado durante la toma de la Universidad Nacional de La Plata - 31 de octubre de 1919.

La gravedad del conflicto en Agronomía y su falta de resolución, llevó a la FULP, el Centro de Estudiantes del Colegio Nacional y el Centro de Contadores de la Escuela de Comercio, a declarar una huelga general por tiempo indeterminado en toda la universidad a realizarse a partir del 20 de octubre de 1919, que será conocida como la "huelga grande".
El conflicto continuó escalando y el 29 de octubre la asamblea general de centros de la FULP pidió la renuncia del Consejo Superior de la Universidad, el presidente y los decanos. Ese mismo día la FULP publicó un Manifiesto titulado "La Federación Universitaria de La Plata a los universitarios de la República", redactado por Héctor Ripa Alberdi. El manifiesto platense denuncia la actitud pasiva del Consejo Superior en el conflicto y reclama su renuncia. También hace mención a la brecha que se había abierto entre la juventud y el profesorado, que cuestionaba las medidas de fuerza y el extremismo de los reclamos estudiantiles:

No dejan los señores profesores de arrojar palabras despectivas sobre la masa estudiantil del país; no dejan de llamarla inconsciente y bullanguera, y de censurarle su actitud resuelta;... El juicio de la historia dirá quiénes fueron los paladines de la Reforma Universitaria en 1918 y en 1919...

El 31 de octubre el presidente de la Universidad, Rodolfo Rivarola, le solicitó al Poder Ejecutivo Nacional la intervención de la universidad que él mismo dirigía y se instaló en la ciudad de Buenos Aires. El pedido de autointervención de Rivarola fue rechazado por el P.E.N y la FULP consideró su actitud implicaba un abandono del cargo, quedando la Universidad acéfala, razón por la cual debía reunirse la Asamblea Universitaria (integrada por los profesores) para elegir nuevas autoridades.
La situación se agravó aún más el 8 de noviembre, cuando el presidente Rivarola, desde Buenos Aires, dispuso clausurar la Universidad. Ese mismo día, la FULP en asamblea general, y los decanos de Ingeniería (Nicolás Besio Moreno) y Ciencias de la Educación (Alejandro Korn), rechazaron por ilegal la clausura y desconocieron la medida. La Universidad quedó de hecho a cargo de la FULP que, por pedido del presidente Yrigoyen, entregó el Museo de Ciencias Naturales de la Universidad de La Plata, depositario de valiosas piezas de colección, a una comisión de profesores notables (Alejandro Korn, Carlos Spegazzini y Edelmiro Calvo).
El 25 de noviembre la FULP publicó un nuevo Manifiesto al Pueblo después de la Asamblea de Profesores y la clausura decretada por el presidente. Los estudiantes critican el "abandono" y el "desquicio" de la Universidad por parte del rector Rivarola, convalidado por el "silencio" de la mayoría de los profesores y exigen la reforma de los estatutos para establecer la participación de los estudiantes en el gobierno universitario:

Todos los medios se han agotado, desde la persuasión hasta la protesta, y nada se ha conseguido: y ¡cómo se había de llegar a un acuerdo racional, si la autoridad creía poseer toda la razón por el solo hecho de ser autoridad! Es necesario advertir a los maestros que los tiempos son otros, y sólo se llega a las soluciones justas por el mutuo convencimiento. La fuerza de la autoridad no puede someter a los espíritus cuando se ha adquirido la conciencia de la libertad individual... Es imprescindible que los estudiantes participen del gobierno de la Universidad, para evitar la posesión indefinida de los cargos, la acumulación de cátedras, el nepotismo y todos los otros males que han minado los cimientos morales de nuestra casa de estudios.
Manifiesto de la FULP del 25 de noviembre de 1919

El 26 de noviembre la FULP pide la intervención de la Universidad. El 5 de diciembre la FULP asumió el gobierno de la UNLP, y el 29 de diciembre es la Federación Universitaria Argentina, bajo la presidencia de Gabriel del Mazo y la secretaría general de Gregorio Bermann, la que nacionalizó la protesta, solicitando a Yrigoyen la intervención de la Universidad.

#### Violencia, represión y asesinato del estudiante Viera
En 1920 el conflicto adquirirá una extrema violencia, con gran cantidad de enfrentamientos, actos de represión policial en las calles de la ciudad, detenciones ilegales y clausuras de los locales estudiantiles. Los presidentes de la FUA, la FULP y la FUC, Gabriel del Mazo, Luis Sommariva y Horacio Miravet, fueron detenidos arbitrariamente, acusados de desacato, de tener ideas anarquistas y de conspirar contra el orden social. La provincia de Buenos Aires estaba gobernada en ese momento por el radical José Camilo Crotto quien, preocupado por la masacre obrera de la Semana Trágica del año anterior, creía que el movimiento estudiantil estaba dirigido por anarquistas que preparaban una insurrección similar, razón por la cual Crotto ordena a la policía vigilar a los estudiantes y reprimirlos con energía.
El 9 de febrero de 1920 el Consejo Superior dispuso abrir la Escuela de Medicina durante el verano, con el fin de romper la huelga estudiantil. Las confrontaciones cotidianas entre estudiantes huelguistas y rompehuelgas, aumentaron peligrosamente cuando el Consejo Superior dispuso que se tomaran exámenes en plena huelga. La tragedia sucedió finalmente el 6 de abril, cuando fue asesinado a balazos el estudiante de medicina David Viera, en un tumulto que se produjo en la mesa examinadora del profesor Pedro Belou, aliado clave de Rivarola, conocido por su práctica de hacer desfilar militarmente a los estudiantes y contar con rompehuelgas armados. La FULP denunció a Belou, pero el crimen nunca fue investigado, lo que no impidió que fueran detenidos varios dirigentes estudiantiles acusados del homicidio.
El nivel de violencia alcanzado obligó al Consejo Superior a suspender las mesas de exámenes, pero llevó el enfrentamiento a un punto de no retorno al intentar descabezar el movimiento estudiantil expulsando a los dirigentes de la FULP y la Comisión de Huelga. La FUA asumió entonces la representación de los estudiantes platenses y se entrevistó con el presidente Yrigoyen. El 1 de junio el Consejo Superior nuevamente intenta romper la huelga, iniciando las clases del Liceo de Señoritas, pero su centro de estudiantes rechaza el intento, sosteniendo que las autoridades universitarias habían caducado y reivindicando su pertenencia a la FULP.

#### Renuncia del rector Rivarola y victoria estudiantil
El 8 de junio la situación del rector Rivarola se hizo insostenible, llevándolo a renunciar con duras críticas a las reformas universitarias de Córdoba y Buenos Aires realizadas por el Poder Ejecutivo, y a iniciar un enfrentamiento político con el gobierno de Yrigoyen, pidiendo el juicio político del ministro de Instrucción Pública, José S. Salinas. Los dos principales diarios del país, La Prensa y La Nación, también cuestionaron a los estudiantes platenses y al gobierno, calificándolos de anarquistas, que llevó a su vez a la FULP a señalarlos como "enemigos del movimiento".
El 1 de julio el Poder Ejecutivo rechazó el proyecto de estatuto restrictivo elaborado por el Consejo Superior y aprobó 
nuevos estatutos que inspirados en la propuesta de la FULP, estableciendo la asistencia libre, la libertad de cátedra y la representación del estudiantado con voz y voto en el gobierno universitario. La nueva conducción de la Universidad dejó sin efecto las expulsiones de alumnos y las suspensiones de profesores reformistas.
El 16 de julio la FULP publica un manifiesto titulado "En la hora del triunfo", donde celebra la victoria y señala el camino que aún restaba para andar:

Hay que hacer de nuevo las universidades, nuevos planes, nuevas orientaciones; no basta modificar un estatuto, no es suficiente hacerlo más amplio, hay que modificar fundamentalmente todo el sistema; el tipo de sociedad que está naciendo exige cosas que antes eran inconcebibles, y la Universidad, si quiere dejar de ser un parásito y una execrable escuela de castas debe abrirse como una flor a todos los vientos, debe enviar su perfume a todas partes, debe vivir la vida de todos y tener por límites el horizonte. Basta de profesionales sin sentido moral, basta de pseudos aristócratas del pensamiento, basta de mercaderes diplomados; la ciencia para todos; la Universidad del mañana será sin puertas ni paredes, abierta como el espacio: grande... Entre tanto, suenen las campanas anunciando fiesta y suene como campanas nuestro corazón, porque llegó la hora de la liberación
"En la hora del triunfo", FULP, 16 de julio de 1920

#### Acontecimientos posteriores. La gestión de Taborda
Una de las medidas más importantes de la dirección reformista de la UNLP fue la designación de Saúl Alejandro Taborda como rector del Colegio Nacional dependiente de la Universidad. Taborda aplicó al colegio secundario los mismos principios de autonomía y participación de los estudiantes en su gobierno que la Reforma proponía para la universidad, así como avanzados métodos pedagógicos apoyados en la revalorización de la personalidad del alumno secundario, la igualdad de género, apelando a la educación estética, a una vinculación estrecha entre docentes y alumnos, al autocontrol en lugar del disciplinamiento exterior y la creación de la Casa del Estudiante, como espacio abierto permanentemente a los estudiantes de ambos géneros, los docentes y la población en general. Taborda daba máxima importancia también al principio reformista de la "extensión universitaria", a la que concebía como "hogar espiritual de puertas abiertas para todos sin distinción".
La avanzada experiencia pedagógica de Taborda generó una furiosa resistencia por parte de los sectores conservadores, incluso dentro de la FULP. Fue acusado de anarquista y bolchevique y de haber convertido el colegio en un centro de
perversión moral para la juventud, especialmente las alumnas del Liceo de Señoritas, cuyo centro de estudiantes fue uno de los organismos que más apoyaron la gestión Taborda, al igual que Deodoro Roca y Alejandro Korn. El rector Melo no tardó en encabezar la oposición, afirmando que se trataba de optar entre la voluntad de los alumnos o la de “los hombres de pensamiento”, y dispuso el despido de Taborda apenas diez meses después de ser designado. Taborda y los estudiantes negaron que el rector tuviera autoridad para despedirlo, y tomaron el Colegio el 17 de marzo de 1921. Poco después fue el Consejo Superior el que decidió separarlo, pero los estudiantes y Taborda se atrincheraron, hasta que la policía desalojó el establecimiento el 20 de abril, luego de rodear el colegio, cortar el teléfono, la luz y el agua.

### Universidad de Tucumán

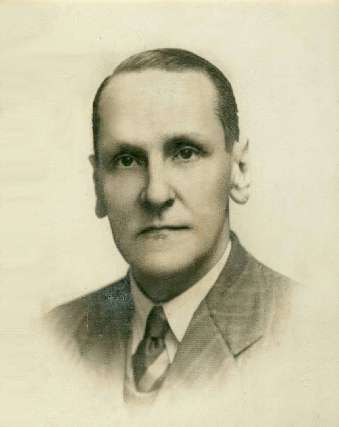
Julio Prebisch, elegido rector de la UNT en 1927, a raíz de una amplia movilización estudiantil, fue el primer rector reformista de la universidad argentina.

La nacionalización de las universidades de Tucumán, fundada por la provincia en 1914, fue uno de los principales objetivos de la Reforma Universitaria, tal como fueron formulados en el Primer Congreso Nacional de Estudiantes, realizado en Córdoba en 1918. La Universidad de Tucumán cubría todo el noroeste argentino y el objetivo reformista era acercar territorialmente la universidad a los potenciales estudiantes, con el fin de facilitar el ingreso y compensar las desigualdades regionales.
Sin embargo la nacionalización fue muy resistida, principalmente desde la Capital Federal, con el diario conservador (mitrista) La Nación como cabeza de la oposición, con el argumento de que las provincias del norte "carecían de las capacidades intelectuales necesarias".
A fines de 1920 el movimiento estudiantil logró que el Congreso incluyera en el presupuesto de 1921 una partida destinada a nacionalizar la universidad norteña, lo que finalmente se logró el 3 de abril de 1921, designando como rector interino a Alejandro Grüning Rosas, exdirigente estudiantil que lideró la creación de la Universidad del Litoral (UNL), quien designó como secretario al destacado pedagogo Juan Mantovani. Los dos primeros decretos universitarios estuvieron destinados a establecer dos grandes principios reformistas, la libre docencia y la libre concurrencia, que abrió plenamente la universidad al público. En octubre de 1922, días antes de dejar la presidencia, presionado por una huelga estudiantil, Yrigoyen dictó un decreto estableciendo para la UNT los mismos estatutos que la UNL había sancionado en abril de ese año, incorporando a los estudiantes (junto a profesores y graduados) a los consejos directivos.
Pese a ello, la universidad tucumana fue saboteada por el gobierno radical de Marcelo T. de Alvear, que negó los fondos que le correspondían, impidiéndole funcionar con normalidad. En 1927 hubo un auge del movimiento reformista en Tucumán, que exigió y logró la renuncia del rector Juan B. Terán, para elegir a Julio Prebisch, como primer rector reformista de la universidad argentina (ese mismo año también sería elegido en la UBA Ricardo Rojas).

## Continuidad de la Reforma Universitaria
La Reforma Universitaria de 1918/1921 marcó un hito pero no logró que las leyes y estatutos universitarios recogieran todos sus principios, ni los cambios en la universidad argentina alcanzaran la profundidad que pretendían los reformistas. Las luchas reformistas se extenderían en las décadas siguientes, reclamando nuevos avances, pero también tratando de impedir los procesos de "contrarreforma", muy relacionados con los momentos políticos.
La característica "popular" del primer gobierno de Hipólito Yrigoyen (1916-1922), "populista" según sus detractores, facilitó el surgimiento y avance de la Reforma Universitaria y el movimiento estudiantil. Pero el radicalismo "antipersonalista" que se fortaleció con el gobierno de Marcelo T. de Alvear (1922-1928), frenó en muchos casos el ímpetu de las reformas del '18. La situación política dificultó aún más la concreción de los principios reformistas a partir del 6 de septiembre de 1930, cuando un golpe de Estado cívico-militar derrocó al gobierno democrático de Yrigoyen, dando inicio a una serie de golpes de Estado en Argentina, que buscarán derrocar una y otra vez a los gobiernos democráticos radicales y peronistas, hasta 1990, fecha de la última sublevación cívico-militar. Una de las causas invocadas por la proclama golpista de 1930, fue precisamente la "anarquía universitaria" que se imputaba a la Reforma Universitaria.
En las décadas siguientes se fueron produciendo nuevas movilizaciones y reformas de la universidad argentina, según los principios de la rebelión cordobesa de 1918. En 1949 se estableció la gratuidad de la enseñanza universitaria, y se garantizó la autonomía universitaria con la reforma constitucional de 1949. Luego del golpe de Estado de 1955 y hasta el golpe de Estado de 1966, la universidad se organizó según los principios reformistas, con un gobierno autónomo de estudiantes, docentes y no docentes, siendo conocida como "la isla democrática". En 1958/1959 el movimiento estudiantil protagonizó la lucha conocida como "Laica o libre" contra la creación de universidades privadas, que resultó derrotada.

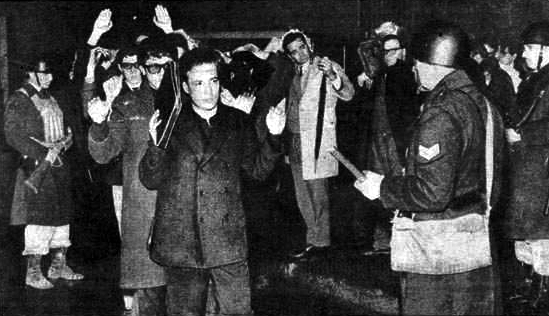
La Noche de los Bastones Largos, 29 de julio de 1966.

La dictadura autodenominada "Revolución Argentina" (1966-1973) intervino las universidades anulando la autonomía y reprimió violentamente a los docentes, estudiantes y decanos que se opusieron a la intervención en lo que se conoció como la Noche de los bastones largos, que originó la fuga de cerebros en Argentina. En ese período el movimiento estudiantil fue uno de los principales impulsores de las puebladas insurreccionales (Cordobazo, Rosariazo, Tucumanazo, etc.) que obligaron a la dictadura a convocar a elecciones libres en 1973, sufriendo gran cantidad de asesinatos como los de Santiago Pampillón, Juan José Cabral, Máximo Mena, Adolfo Ramón Bello, Luis Norberto Blanco, Silvia Filler, etc. 
El gobierno democrático asumido en 1973 estableció el ingreso irrestricto a la universidad, y el cogobierno cuatripartito de la universidad (docentes, estudiantes, graduados y no docentes).
En 1976 tomó el poder una dictadura que implantó un régimen de terrorismo de Estado, que arrasó la universidad y apuntó a la juventud que militaba en la universidad como una de sus víctimas principales. Según el Nunca más de la CONADEP, un 21 % de las personas desaparecidas eran estudiantes, simbolizadas en la Noche de los Lápices. Desde entonces el movimiento estudiantil se constituyó en uno de los principales apoyos del movimiento de derechos humanos. 
Recuperada la democracia en diciembre de 1983, la universidad fue uno de los ámbitos más favorecidos, en tanto que los principios de la Reforma Universitaria de 1918 quedaron consagrados como patrimonio común de la política cultural del país. Las universidades se reorganizaron a partir de los principios reformistas de autonomía universitaria y cogobierno de estudiantes, docentes y graduados. La reforma constitucional de 1994 estableció la garantía de "gratuidad y equidad de la educación pública estatal y la autonomía y autarquía de las universidades nacionales" (art. 75, inciso 18), mientras que la Ley de Educación Superior N.º 24.521 de 1995, garantizó la autonomía universitaria estableciendo que la intervención solo podía ser dispuesta por el Congreso nacional, lo que no impidió que la ley fuera objeto de críticas desde los sectores reformistas. "Si en 1983 Argentina contaba con 400 000 estudiantes universitarios (1,4 % de la población total), en la actualidad (2013) existen 1 700 000 (4,25 % de la población total). Y si por entonces había poco más de dos decenas de universidades nacionales, hoy existen cuarenta y siete, más del doble". En las últimas décadas, muchos de las luchas universitarias han estado vinculadas a los recortes presupuestarios y el acceso masivo a la enseñanza universitaria concebida como "derecho".

## La Reforma Universitaria en América Latina
La Reforma Universitaria se constituyó como movimiento latinoamericano y a su vez promotor de la unidad latinoamericana. Desde la primera década del siglo XX, los estudiantes latinoamericanos y las federaciones estudiantiles, mantenían una estrecha relación expresada en tres congresos latinoamericanos para conocer las problemáticas y establecer objetivos comunes. El Primer Congreso Universitario Americano se realizó en 1908 en Montevideo, el segundo en Buenos Aires en 1910 y el tercero en 1912 en Lima. Cuando el Movimiento Reformista estalló en Córdoba en 1918, los vasos comunicantes creados por estudiantes e intelectuales latinoamericanos permitieron que sus postulados corrieran como reguero por toda América Latina.
Luego del Grito de Córdoba los principios reformistas se difundieron y elaboraron internacionalmente en varios congresos internacionales. El Primer Congreso Internacional se realizó en México en 1921, en el contexto de la Revolución mexicana y patrocinado por el educador mexicano José Vasconcelos y aunque careció de la preparación suficiente y muchas delegaciones carecían de una vinculación profunda con los movimientos estudiantiles de sus respectivos países, sirvió para internacionalizar los principios del movimiento, especialmente en América Latina.
Otras reuniones internacionales reformistas fueron la Primera Convención Americana de Maestros Primarios, Secundarios y Superiores, realizada en Buenos Aires en 1928 (que elaboró avanzadas propuestas pedagógicas para todo el proceso de enseñanza), el Primer Congreso Íbero-americano de Estudiantes realizado en México en 1931, el Segundo Congreso Íbero-americano de Estudiantes realizado en San José de Costa Rica en 1939, y el Congreso Latino-americano de Estudiantes realizado en Santiago de Chile en 1937.

La dimensión latinoamericana del programa reformista, así como las acciones concretas de los líderes estudiantiles, implicaron una coherencia antes no conocida. Los líderes estudiantiles no pensaron en categorías de estados nacionales, sino consideraron a las universidades como pilares de una nueva latinoamericanidad.
Renate Marsiske Schulte

### Perú

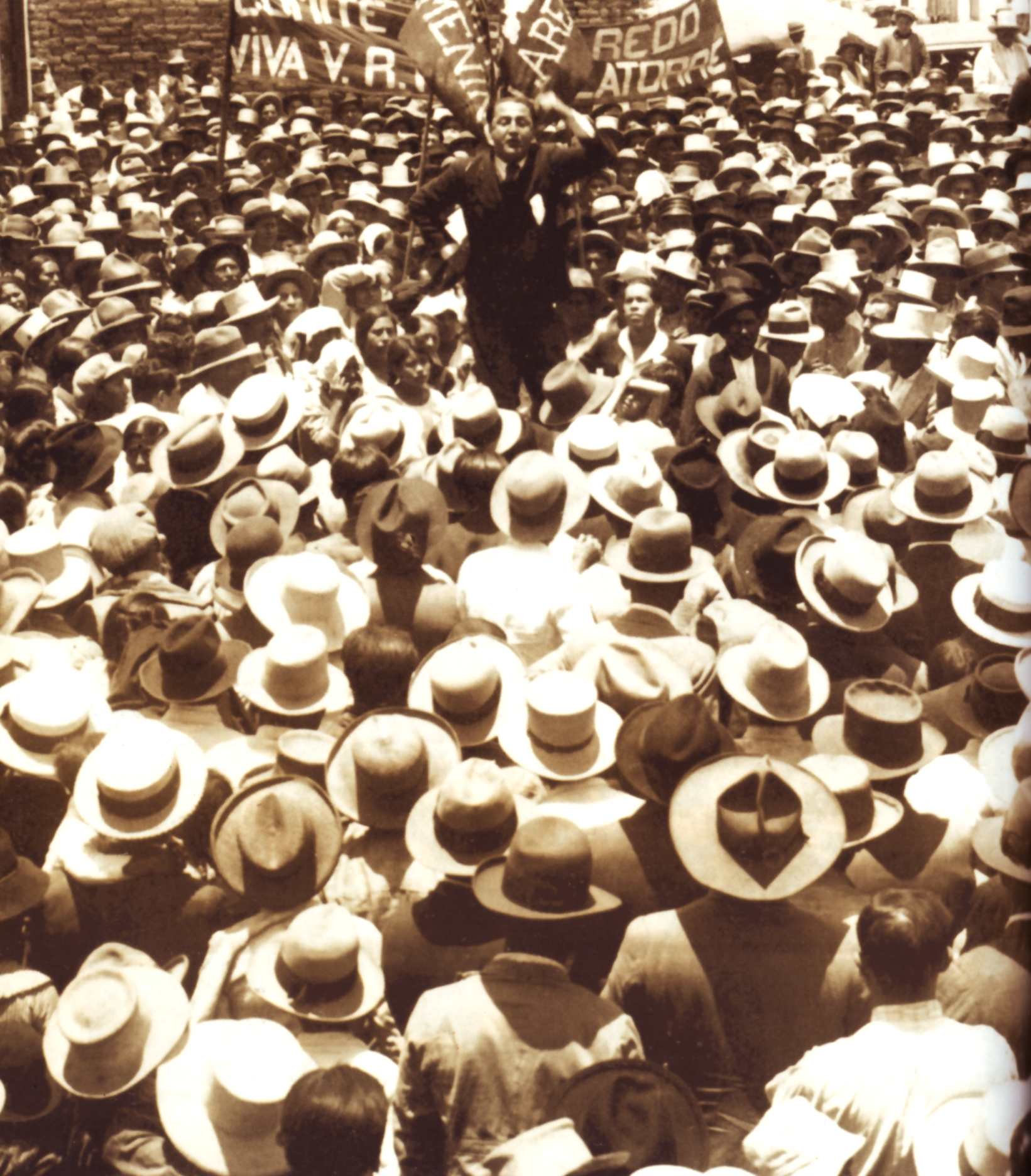
Víctor Raúl Haya de la Torre, líder de la Reforma Universitaria peruana de 1919.

En Perú la Reforma Universitaria tuvo una gran importancia, yendo mucho más allá de la universidad para ingresar en la vida política del país y de América Latina, cuyo mayor exponente fue el líder estudiantil Víctor Raúl Haya de la Torre, quien fundaría también el APRA en 1924 (Partido Aprista Peruano-PAP desde 1930), partido político fundado en México y pensado para actuar contra el imperialismo y lograr la unidad latinoamericana, que se constituyó en el más importante del Perú.
Perú registraba luchas y huelgas estudiantiles desde la década de 1900. Entre ellos se destacan las reformas realizadas en la Universidad del Cuzco, durante el rectorado de Albert Giesecke y con elapoyo de la “Escuela Cuzqueña” indigenista.
En 1916 se produjo un nuevo auge de las luchas estudiantiles, que llevó a la fundación de la Federación de Estudiantes del Perú (FEP), presidida primero por Fortunato Quesada y a partir de 1919 por Víctor Raúl Haya de la Torre, quien se convertiría en uno de los grandes líderes reformistas de América. En ese contexto llegaron al Perú las noticias de la rebelión estudiantil en la Universidad de Córdoba en 1918, a la vez que el movimiento estudiantil peruano se involucraba activamente junto a los sindicatos en la lucha por la jornada de ocho horas, conquistada en enero de 1919. Pocos días después llegó a Lima el diputado socialista argentino Alfredo Palacios, quien tuvo un enorme impacto en la juventud peruana difundiendo la Reforma Universitaria. Simultáneamente el socialista José Carlos Mariátegui, desde el diario La Razón, publicó varios artículos de diferentes intelectuales promoviendo la reforma universitaria.

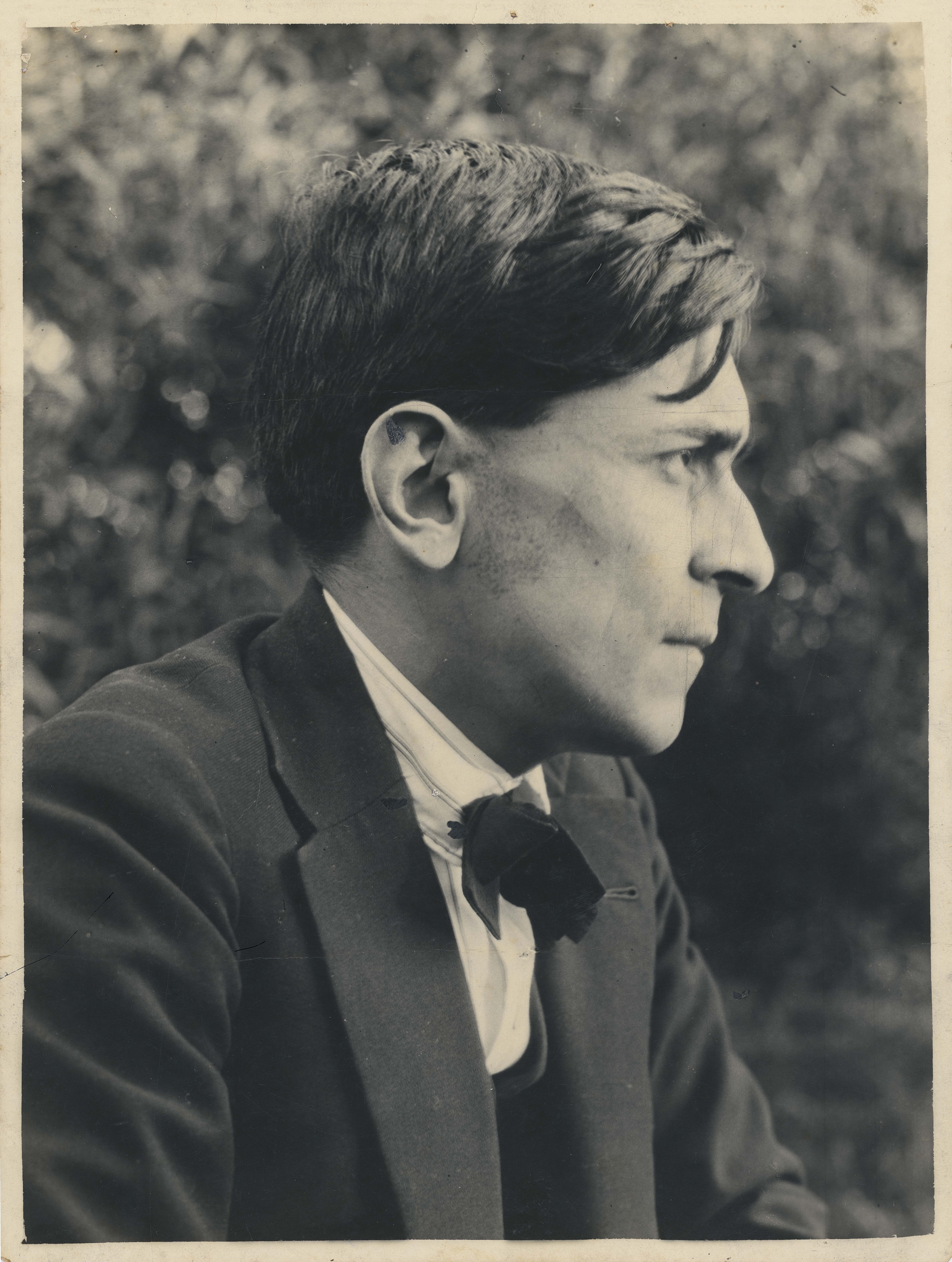
En 1928, José Carlos Mariátegui, uno de los grandes ideólogos latinoamericanos de la Reforma Universitaria, incluyó un ensayo sobre la misma en su obra cumbre, 7 ensayos de interpretación de la realidad peruana.

La reforma Universitaria peruana se inició en junio de 1919, con una huelga estudiantil en la Facultad de Letras de la Universidad de San Marcos, en la que participaron líderes estudiantiles como Jorge Basadre y Raúl Porras Barrenechea, a la que se fueron sumando las demás facultades. Los estudiantes, inspirados en la reforma universitaria argentina del año anterior, crearon un Comité de Reforma Universitaria y reclamaron participación en el gobierno de la universidad, docencia libre, derecho de tacha, supresión de las listas y premios, periodicidad de las cátedras y designación por concurso de oposición, libertad académica, seminarios y becas para estudiantes pobres, etc. El conflicto estudiantil escaló y el 2 de agosto los estudiantes declararon la huelga general y publicaron su propio manifiesto, redactado por Manuel Abastos: "Por primera vez los estudiantes se dirigen al país en nombre de un ideal de cultura".
De manera similar a lo que sucedió en Argentina, el Consejo Universitario se mostró incapaz para resolver la protesta y los estudiantes recurrieron entonces al presidente Augusto Leguía (quien el año anterior había sido declarado "maestro de la juventud" por el estudiantado), llevándole un memorial en una marcha a la Plaza Mayor de Lima, el 4 de septiembre. Leguía simpatizó con el reclamo estudiantil y sancionó el Decreto del 20 de septiembre de 1919, disponiendo la reforma de los estatutos universitarios en el sentido propuesto por la FEP. El 9 de octubre, un lobby de profesores contrarreformistas lograría atenuar el decreto, mediante la Ley N.º 4004, pero en lo sustancial el movimiento reformista tuvo éxito, y por primera vez el Consejo Universitario contó con dos profesores en representación indirecta de los estudiantes, elegidos por voto universal de los alumnos, a la vez que se estableció la autonomía universitaria, la periodicidad de las cátedras, la designación de profesores por concurso, etc.
En marzo de 1920 se realizó en Cusco, el Primer Congreso Nacional de la Federación de Estudiantes del Perú. El Congreso se pronunció por una educación universitaria laica y pública y dispuso crear una universidad dirigida por la FEP, a la que pudiera ingresar la clase obrera, que llevó el nombre de Universidad Popular Manuel González Prada.
En 1928, José Carlos Mariátegui, uno de los grandes ideólogos latinoamericanos de la Reforma Universitaria, incluyó un ensayo sobre la misma en su obra cumbre, 7 ensayos de interpretación de la realidad peruana. Dos años después, en 1930 se inició una Segunda Reforma Universitaria, bajo el impulso de la FEP, dirigida en ese momento por Tomás Escajadillo. El detonante fueron las tachas de profesores realizadas por los estudiantes en la facultad de Medicina, que fueron rechazadas por la Junta de Catedráticos. La FEP declaró la huelga y el 11 de octubre de 1930 los estudiantes tomaron la Universidad de San Marcos. El movimiento fue apoyado por varios docentes. El 6 de febrero de 1931, el dictador Luis Miguel Sánchez Cerro, promulgó un estatuto provisorio, estableciendo la representación estudiantil y el derecho a tacha, pero los estudiantes continuaron el movimiento. Finalmente los estudiantes lograron la renuncia del rector Manzanilla y con su apoyo asumió el rectorado José Antonio Encinas.
Al igual que en la Argentina, las reformas universitarias peruana de 1919 y 1931, no se limitaron a esos acontecimientos, sino que se extendieron como movimiento permanente durante décadas, debiendo enfrentar sucesivas "contrarreformas", amparadas muchas veces por dictaduras, en las que fueron asesinados varios activistas estudiantiles, como Manuel Alarcón y Salomón Ponce en 1923, Guido Calle en 1931, Pompeyo Herrera en 1934, y Heriberto Avellaneda en 1945, durante las luchas por la gratuidad de la educación secundaria.

### Cuba

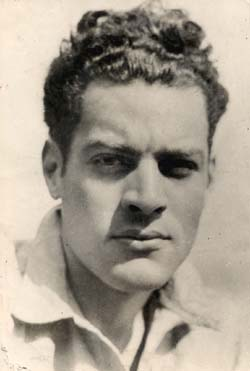
Julio Antonio Mella, líder de la Reforma Universitaria en Cuba en 1922/1923. Fue asesinado por sicarios en 1929.

En 1922 llegó de visita a Cuba el rector de la Universidad de Buenos Aires José Arce. Sus conferencias sobre la Reforma Universitaria de 1918, detonó el inicio del movimiento reformista en la isla caribeña, que entonces se encontraba bajo la dictadura de Gerardo Machado. La situación de la universidad cubana era básicamente la misma que en Argentina y el resto de América Latina: instituciones vetustas y cerradas, alejadas de la ciencia.
Ese mismo año se funda la Federación Estudiantil Universitaria, liderada por Julio Antonio Mella, quien le dio una fuerte impronta socialista al movimiento. Al año siguiente, en 1923, se realiza el Primer Congreso Nacional de Estudiantes, proclamando la Reforma Universitaria cubana, sobre la base de tres principios: la lucha contra la cátedra vitalicia, la vinculación universidad-sociedad y la depuración de todo elemento corrupto y práctica docente anacrónica. La Reforma Universitaria de Cuba, por influjo de Mella, se caracterizó por vincularse a la idea de "revolución social", priorizando el acceso del pueblo a la misma con la creación de la Universidad Popular José Martí el 3 de noviembre de 1923.
Reflexionando sobre el impacto de la reforma cordobesa en Cuba, José Luis García Cuevas dice que:

Fue en Cuba donde la Reforma de Córdoba tuvo su repercusión más radical.
José Luis García Cuevas

Inmediatamente después de la Revolución, en febrero de 1959, el movimiento estudiantil inició una lucha, resistida por parte del profesorado, que terminaría tres años después con la Reforma Universitaria de 1962 y la sanción de la Ley de Reforma de la Enseñanza Superior, el 10 de enero de ese año. El núcleo de la reforma se concentró en la "vinculación la Universidad con los trabajadores y al pueblo", retomando explícitamente el ideal de Mella de 1923, incorporando sectores que estaban excluidos, principalmente "negros, mulatos, blancos, campesinos, obreros, hombres y mujeres del pueblo" y orientando los estudios hacia las necesidades populares, como sucedió con la promoción de los estudios médicos y la multiplicación de profesionales de la salud.

### Chile
El movimiento reformista de 1918, tuvo una influencia limitada en Chile. Desde 1906 existía la Federación de Estudiantes de Chile (FECh), pero hasta la década de 1960 no orientó su accionar hacia reformas que permitieran democratizar la universidad. Entre las acciones relacionadas con la Reforma Universitaria de 1918, se encuentra la fundación ese mismo año de la Universidad Popular Lastarria, que permitía el acceso de estudiantes pertenecientes a las clases trabajadoras. También tuvo importancia Luis Galdames, exrector de la Universidad de Chile y autor del libro La universidad autónoma, que fue contratado en la década de 1930 por el gobierno de Costa Rica para elaborar el proyecto de creación de la Universidad de Costa Rica, siguiendo el modelo de universidad autónoma cogobernada surgido de la Reforma Universitaria de 1918 iniciada en Córdoba.
El proceso principal de reforma universitaria en Chile, se produjo entre 1967 y 1973. Impulsado por un movimiento de protesta estudiantil, que muchas veces contó con el apoyo de docentes y funcionarios, conquistó el cogobierno estudiantil. El periodo reformista fue interrumpido abruptamente por el golpe militar de 1973, que instauró una política de contrarreforma de las universidades, por medio de la intervención militar de las instituciones, la persecución políticas y una nueva legislación.
A partir de 2006 estalló en Chile una amplia movilización estudiantil, iniciada con lo que se conoció como la "Revolución Pingüina", cuestionando el régimen educativo y universitario impuesto por la dictadura de Pinochet, exigiendo la gratuidad de la enseñanza universitaria, el cogobierno autónomo por estudiantes, docentes y graduados y la organización estudiantil libre, entre otras demandas.

### México

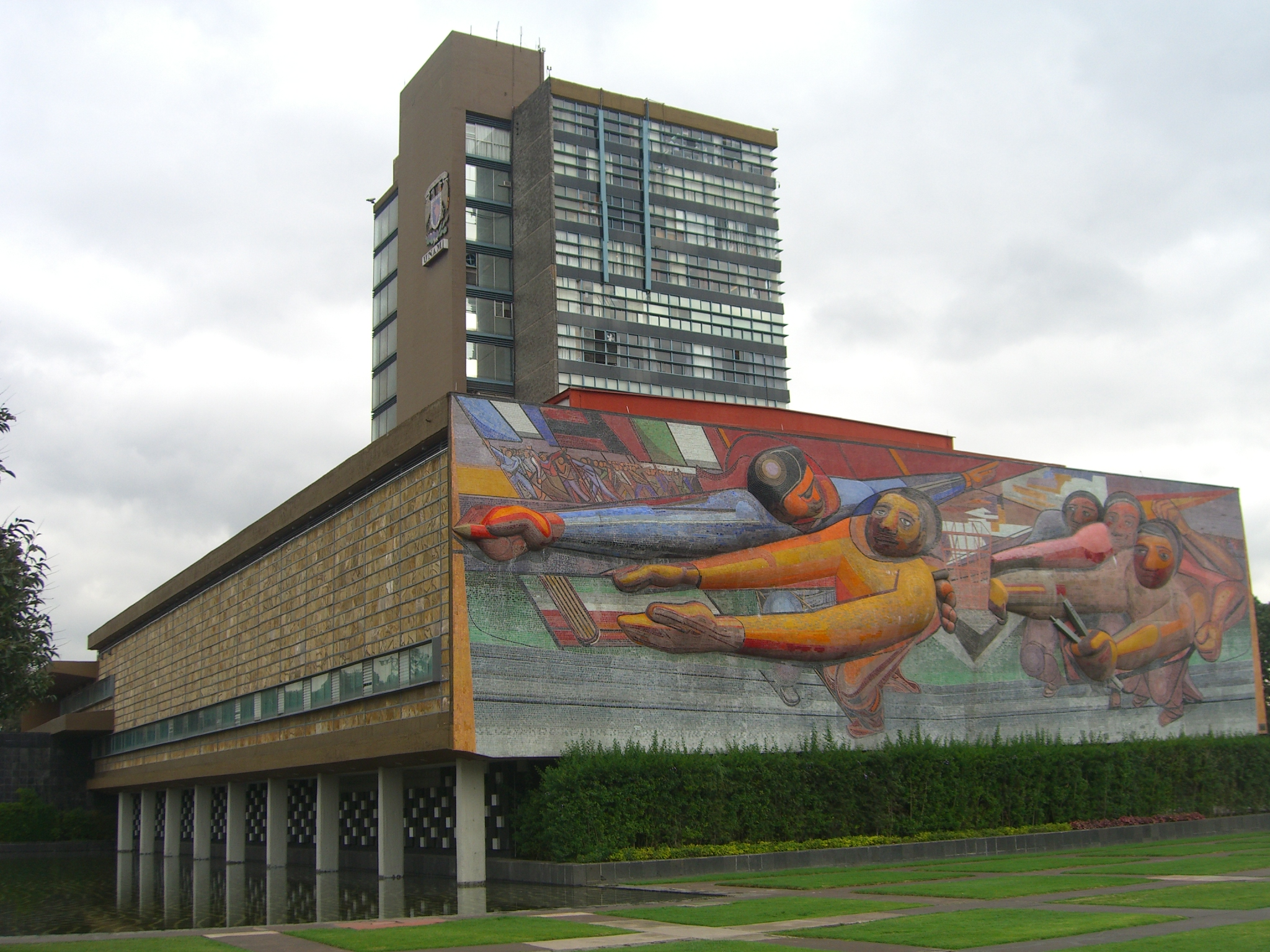
Mural «El pueblo a la universidad, la universidad al pueblo. Por una cultura nacional neohumanista de profundidad universal» (1952-1956), de David Alfaro Siqueiros, junto a la torre de Rectoría de la UNAM.

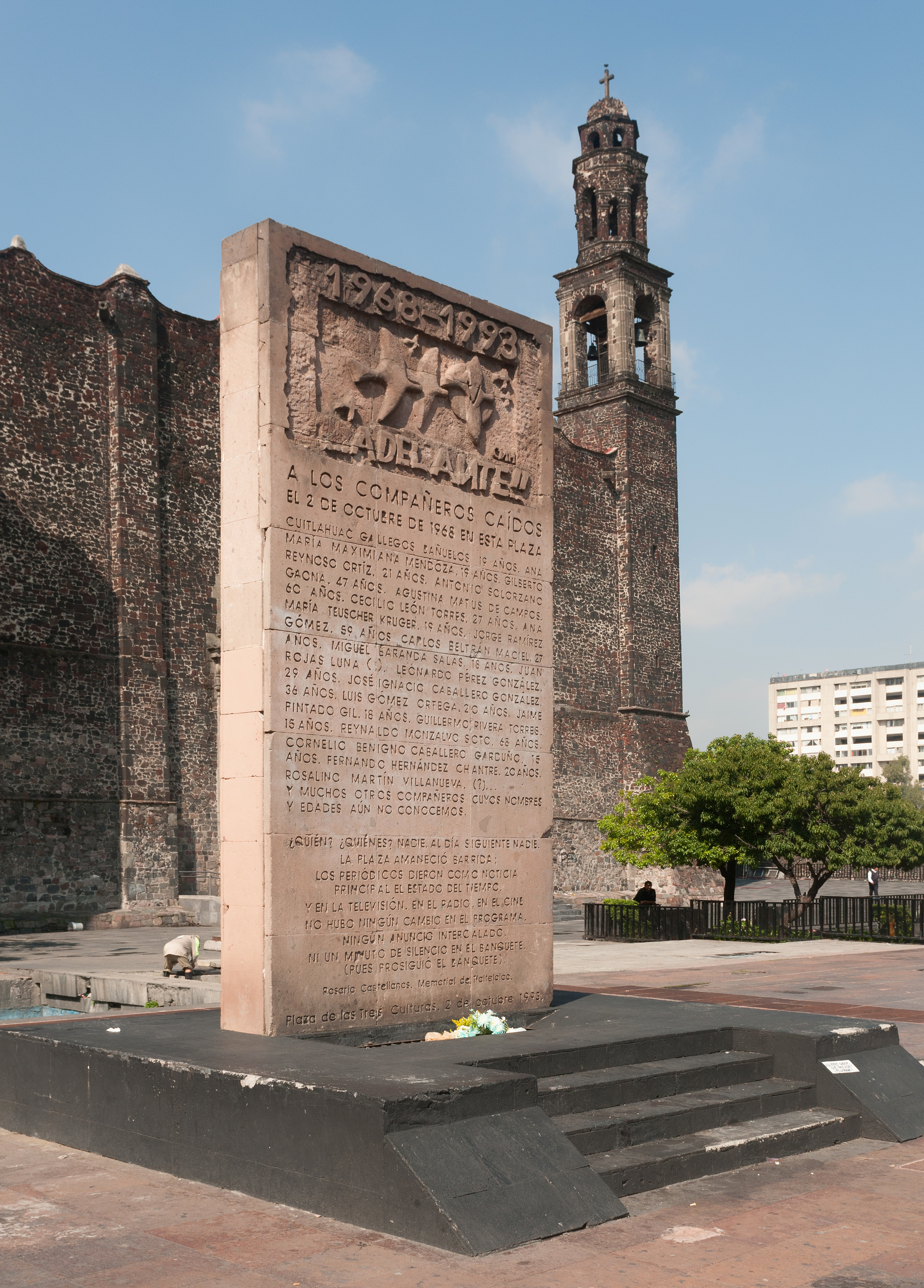
Monumento a los estudiantes víctimas de la Matanza de Tlatelolco del 2 de octubre de 1968, considerados "mártires de la democracia".

En México el movimiento de reforma universitaria se desencadenó con la huelga estudiantil de 1929, en la por entonces llamada Universidad Nacional de México, que a raíz de la reforma cambió su nombre a Universidad Nacional Autónoma de México (UNAM).
Por entonces el país transcurría la etapa final de la segunda década de la célebre Revolución mexicana, que tras el asesinato de Álvaro Obregón, iniciaba su etapa institucional, con la fundación del Partido Nacional Revolucionario, posteriormente llamado Partido de la Revolución Mexicana y finalmente Partido Revolucionario Institucional, el cual gobernaría al país por 70 años. La presidencia había quedado interinamente a cargo de Emilio Portes Gil, bajo la jefatura de Plutarco Elías Calles, con el título de "Jefe máximo de la revolución", circunstancia que hizo que el período sea conocido como Maximato.
El conflicto se inició el 5 de mayo con una huelga en la Escuela Nacional de Jurisprudencia (luego facultad de Derecho), debido a un cambio en el reglamento de exámenes, y la intransigencia de las autoridades universitarias magnificó la protesta que se fue extendiendo a las demás escuelas. Una cruenta represión policial, con cientos de heridos, no solo generalizó la huelga, sino que causó la renuncia del director de la Escuela y amplió las demandas estudiantiles precisadas expresamente en un petitorio dirigido al presidente Calles: a) autonomía universitaria; b) igualdad de votos entre maestros y alumnos en el Consejo Universitario; c) nombramiento de rector por el presidente de la República, de una terna propuesta por el Consejo Universitario; d) creación de un consejo de escuelas técnicas y otro de escuelas normales con paridad de votos de maestros y alumnos. El secretario del Comité de Huelga fue Ricardo García Villalobo.
El 28 de mayo se realizó una gran manifestación con carteles que expresaban la amplitud que había alcanzado el movimiento: "Pedimos maestros revolucionarios y no políticos de ocasión"; "Estudiantes y obreros, uníos"; "Defenderemos nuestra causa hasta en las barricadas"; "Reforma Universitaria", etc. La juventud estudiantil estaba por entonces cercana a las ideas de José Vasconcelos, referente histórico de la Revolución mexicana en la educación, que se presentaba en 1929 como candidato presidencial, en oposición a Calles.
El petitorio estudiantil fue entregado al presidente Portes Gil, quien decidió tomar intervención directa en el conflicto y aceptar los principales reclamos estudiantiles. El presidente convocó de inmediato al Congreso de la Unión y presentó un proyecto de ley estableciendo la autonomía universitaria, con un gobierno de profesores, estudiantes y egresados, con facultades para sancionar sobre sus programas de estudio y disponer libremente de sus recursos. La elección final del rector y directores de facultades y dependencias universitarias, quedó en manos del Consejo Universitario, a partir de una terna presentada por el presidente de la República. La ley fue promulgada el 9 de julio de 1929. Al día siguiente fue levantada la huelga.
La Reforma Universitaria mexicana de 1929, se extendió nacionalmente e influyó en los movimientos estudiantiles de autonomía realizados Durango y Guadalajara.
En 1968 el movimiento estudiantil mexicano protagoniza una serie de manifestaciones contra el gobierno conocido como Movimiento de 1968, en cuyo transcurso de produjo una brutal represión militar en la Plaza de las Tres Culturas en Tlatelolco en la que fueron asesinados un número nunca determinado de estudiantes, que se estima entre 200 y 1500, declarados por el Congreso como "mártires de la democracia".

### Uruguay
En Uruguay el estatuto de la Universidad de la República —única del país hasta 1984— anticipó algunos aspectos sustanciales de la Reforma Universitaria de 1918 e influyó en la misma. Ya en el origen mismo de la Universidad de la República, en 1849, su primer reglamento otorgó a los estudiantes el derecho a votar en la elección de rectores y decanos, mientras que la reforma de 1878 les reconoció también el derecho a votar en el Consejo Central, pero no así en los consejos directivos de las facultades. Las normas que habilitaban la participación estudiantil fueron derogadas en 1885, pero en diciembre de 1908 el Parlamento uruguayo aprobó una nueva Ley Orgánica de la universidad, estableciendo por primera vez en América la representación indirecta de los estudiantes en los consejos de facultad, mediante la elección de graduados. Finalmente la Constitución de 1918 estableció en su artículo 105 la autonomía universitaria.
El movimiento estudiantil también tenía en Uruguay una larga tradición previa a los acontecimientos de 1918. En 1893 se fundó la Asociación de los Estudiantes que propuso la representación estudiantil consagrada por la Ley de 1908. En 1909 se creó la Federación de Estudiantes, desaparecida en 1917, año en que se fundó el Centro de Estudiantes Ariel, bajo la conducción de Carlos Quijano, de enorme influencia en el movimiento reformista, al igual que el ensayo homónimo de José Enrique Rodó, inspirador del ideal antiimperialista.
Luego de la Reforma Universitaria argentina de 1918, el movimiento estudiantil uruguayo transcurrió la década de 1920 recibiendo la influencia de los principios reformistas a través del periódico El Estudiante Libre del Centro de Estudiantes de Medicina, el periódico Ariel del centro homónimo, o la Revista del Centro de Estudiantes de Derecho.
Finalmente el estallido estudiantil se produjo en 1929, desencadenado por un conflicto en la Facultad de Derecho iniciado el año anterior, que recogió la solidaridad de todas las facultades. La permanencia del conflicto desembocó en una huelga general iniciada en abril de 1929, que permitió organizar simultáneamente la Federación de Estudiantes Universitarios del Uruguay (FEUU). En septiembre de 1930 la FEUU organizó el Primer Congreso Nacional de Estudiantes que trató como tema central la cuestión de la reforma universitaria, adoptando los principios del Grito de Córdoba de 1918.

El socialista uruguayo Emilio Frugoni fue uno de los "Maestros" honorarios de la juventud reformista de América.

Poco después, en 1933, Uruguay sufrió el primer golpe de Estado moderno, del mismo modo que lo habían sufrido Argentina y Perú en 1930. A diferencia del movimiento estudiantil argentino, que apoyó el golpe, el movimiento estudiantil uruguayo adoptó un postura frontal de rechazo categórico del golpe de Estado. El mismo día del golpe la FEUU declaró la huelga con ocupación de la Universidad y apoyo de algunas de sus autoridades. La policía irrumpió en la misma reprimiendo violentamente a los ocupantes, entre ellos el decano reformista de Derecho, Emilio Frugoni.
En 1934 la dictadura de Terra eliminó la autonomía universitaria, abriendo otra serie de protestas estudiantiles. La Universidad fue intervenida pero el movimiento reformista, encabezado por Frugoni, respondió mediante una comisión universitaria que elaboró en 1936 un avanzado proyecto de ley universitaria que establecía la plena autonomía, la representación estudiantil y la gratuidad de la enseñanza superior. El Estatuto de 1936 sería la base de la Ley Orgánica de 1958.
La reforma constitucional de 1952 estableció la autonomía universitaria. En 1956 Mario Cassinoni asumió el recortado con apoyo estudiantil. Cassinoni era socialista y había sido dirigente estudiantil. Al asumir dinamizó la reforma de los estatutos universitarios que venían siendo examinados y en 1958 envió a la Asamblea General un nuevo proyecto. Varios legisladores intentaron demorar el tratamiento del proyecto, especulando con que las elecciones de noviembre de ese año cambiaran la relación de fuerzas, para limitar varias normas del proyecto reformista. Ante la dilación la FEUU declaró la huelga y publicó un manifiesto haciendo suyas las palabras del Manifiesto liminar de 1918:

Concientes de nuestra responsabilidad ciudadana y del vigor que nos da la firmeza de nuestra convicción decimos, como los estudiantes de Córdoba en 1918: ´Que si en nombre del orden se nos quiere seguir burlando y embruteciendo, proclamamos bien alto el sagrado derecho a la insurrección.’ [...] Y que sepan los señores legisladores que aunque se usen los brutales métodos represivos propios de los regímenes de fuerza, la Universidad no dejará por ello que se la desvíe de su destino histórico. Y que sepan los señores legisladores, que votando o no nuestro proyecto, la Universidad cuenta desde ya con la Ley Orgánica que ha escogido para sí.
FEUU, 1 de octubre de 1958

La presión estudiantil dio resultado y el 15 de octubre se sancionó la Ley Orgánica aprobando sin modificaciones el proyecto reformista. La Ley de 1958 institucionalizó los principios reformistas. En 2018 aún estaba vigente.
Durante la última dictadura (1973-1985) la Universidad fue intervenida, la FEUU fue ilegalizada y gran cantidad de militantes estudiantiles y reformistas resultaron asesinados, torturados y detenidos. Durante la dictadura se realizó una huelga en la Facultad de Veterinaria que duró 43 días y finalizó con la victoria estudiantil. Desde la clandestinidad la FEUU impulsó el "NO" contra la dictadura, que triunfó en el Plebiscito constitucional de 1980 y luego participó activamente en las luchas para recuperar la democracia como ASCEEP-FEUU.
En 2006, con la elección como rector de Rodrigo Arocena y el apoyo del movimiento estudiantil, la universidad uruguaya se embarcó en lo que se denominó la "Segunda Reforma Universitaria", con el objetivo de generalizar la enseñanza terciaria y universitaria.

### Bolivia
Bolivia incorporaría los principios reformistas de Córdoba en una primera etapa acontecida en 1928-1931 y profundizada en 1953-1954, durante la Revolución de 1952. 
En 1928 se realizó en Cochabamba el Primer Congreso de Estudiantes Bolivianos, que aprobó un "Programa nacional y universitario" cuyo primer punto fue el siguiente:

1. “Política Universitaria”. — Autonomía integral de la Universidad. Las declaraciones de la Reforma Universitaria, concuerdan con las del manifiesto de Córdoba de 1918, y las del Congreso Internacional Mexicano de 1921.

Simultáneamente se creó la Federación Universitaria Boliviana (FUB), que dio prioridad al espíritu antiimperialista de la Reforma Universitaria. Al año siguiente el Comité Independiente Pro Reforma Universitaria y Autonomía de la Universidad de Chuquisaca, integrado por estudiantes, docentes y graduados, elaboró un proyecto de ley universitaria siguiendo los principios del Grito de Córdoba.
La presión del movimiento estudiantil provocaría en 1930 la sanción de un nuevo Estatuto de la Educación Pública admitiendo algunos reclamos y en 1931 un Referéndum constitucional que aprobó una enmienda garantizando la autonomía universitaria. La reforma creó consejos universitarios —facultados para elegir al rector— y consejos directivos por facultad, estableciendo en ambos la representación estudiantil en minoría.
La Revolución de 1952 en Bolivia fue un movimiento popular de campesinos, obreros y estudiantes, liderados por el Movimiento Nacionalista Revolucionario, que se mantuvo en el poder durante doce años. En los primeros años, el MNR señaló a las universidades como "refugio de las élites y de las clases acomodadas" y consideraba que la autonomía les permitía mantener los mecanismos que la alejaban del pueblo. El Censo Nacional de 1950 había registrado solo registró 5039 estudiantes universitarios, equivalente al 0,16 % de la población. Reflejando ese pensamiento de "intervención popular" en las universidades, la por entonces poderosa Confederación Obrera Boliviana (COB) llegó a tomar el control de las universidades.
Pero el movimiento estudiantil dio la batalla dentro de la Revolución, sosteniendo que la autonomía establecida en 1931 no era realmente democrática, porque marginaba a los estudiantes al establecer una representación minoritaria, potenciando así el poder del profesorado y cenáculos académicos. El X Congreso Universitario realizado en Sucre en agosto de 1952, la FUB propuso profundizar la autonomía, estableciendo el cogobierno "paritario" (partes iguales) de profesores y estudiantes. En 1955, los estudiantes y docentes autonomistas firmaron con el gobierno y la COB el "Pacto de Retiro", acordando que las universidades serían autónomas, con cogobierno paritario de estudiantes y docentes, experiencia única en el mundo.
La dictadura de Banzer iniciada en 1971 puso fin a la universidad autónoma cogobernada paritariamente. Banzer sancionó la Ley Fundamental de la Universidad Boliviana, aclarando expresamente que su objetivo era "acabar" con la "anarquía" universitaria y el extravío "politizante" de la autonomía. Redujo la representación estudiantil a menos de un tercio y se eliminó toda autonomía, mediante la creación del Consejo Nacional de Educación Superior (CNES), dependiente del Presidente, con facultades decisivas de gobierno universitario.

### Brasil
Brasil no tuvo universidades federales hasta 1920, cuando se fundó la Universidad del Estado de Río de Janeiro, mientras que en 1934 se fundó la Universidad de São Paulo. El movimiento estudiantil adhirió al ideario reformista formulado en Córdoba en 1918, pero la debilidad institucional de las universidades y la realidad política brasileña conspiraron para que prosperara la noción de autonomía universitaria, aunque la ley universitaria de 1931 contemplaba la presencia de un representante de los estudiantes y otro de los graduados en el Consejo Universitario.
A partir de 1960, durante las presidencias de Juscelino Kubitschek y João Goulart, la Unión Nacional de Estudiantes (UNE) y el Centro de Cultura Popular (CPC) iniciaron una campaña para implantar los principios de la Reforma de Córdoba. Uno de sus principales ideólogos fue Darcy Ribeiro. Pero el movimiento fue abortado por el golpe de Estado de 1964, que inició la dictadura que se extendería durante dos décadas. La dictadura reprimió en movimiento estudiantil y disolvió la UNE, presidida en ese momento por José Serra, quien debió exiliarse.
Ya recuperada la democracia en 1985, la reforma constitucional de 1988 estableció la autonomía universitaria y la indisociabilidad de la enseñanza y la investigación (art. 207). La Ley N.º 9.394 de 1996 dispuso que las universidades debían tener un gobierno democrático, pero mantuvo la elección de los rectores en cabeza del presidente de la Nación y estableció que los profesores debían tener como mínimo una mayoría del 60 % de los órganos de gobierno. En ninguna universidad los estudiantes superan el 20 %.

### Colombia
En Colombia, la Reforma Universitaria de 1918 influyó en el movimiento estudiantil, pero sus principios solo alcanzaron una institucionalización parcial, debido a las guerras civiles, las dictaduras y el predominio de gobiernos conservadores, que coartaron sistemáticamente la autonomía universitaria y la participación estudiantil.
La Universidad Nacional de Colombia fue fundada en 1867. En sus primeras décadas de existencia fue controlada estrictamente por el gobierno y la Iglesia católica. En 1922 se realizó en Medellín el Primer Congreso Nacional de Estudiantes y se fundó la Federación Nacional de Estudiantes (FNE), que adoptó los reclamos reformistas de 1918, en el Congreso de Ibagué realizado en 1928, pero no tendría continuidad organizativa.
La llegada al poder de gobiernos liberales en la década de 1930, permitió que se realizaran algunos tibios cambios en la universidad, especialmente con la sanción de la Ley Orgánica de la Universidad Nacional de Colombia (Ley 68 de 1935), durante la primera presidencia de Alfonso López Pumarejo. La ley atenuó levemente las facultades presidenciales en el nombramiento del rector y creó un Consejo Directivo de nueve miembros, que siguió dominado por los funcionarios designados por el Poder Ejecutivo, pero que también habilitó la presencia de dos representantes de los profesores y dos representantes de los estudiantes, a la vez de crear consejos y asambleas estudiantiles en cada facultad.
El asesinato del líder popular Jorge Eliécer Gaitán 9 de abril de 1948, instalaría un alto nivel de violencia política que condicionaría la historia política a partir de entonces, primero con la etapa conocida como La Violencia (1948-1958) y luego con el Conflicto armado interno (1960-2017). Movimientos masivos como el sindicalismo y el movimiento estudiantil, resultaron fuertemente afectados y limitados en su accionar. En 1950 el presidente conservador Laureano Gómez suprimió los consejos estudiantiles y redujo la representación estudiantil en el Consejo Directivo a una figura simbólica. En 1958 la dictadura gobernante aprobó el Decreto Legislativo 136 de 1958, estableciendo como misión de la universidad "la exaltación de los valores en que se basa la civilización cristiana" y modificando la composición del Consejo Directivo (Consiliatura) para permitir que se incorpore un delegado del obispo de Bogotá y otro en representación de los "padres de familia". El Decreto también repuso los consejos y asambleas estudiantiles que había suprimido Gómez.
En la década de 1960 el movimiento reformista logra cierto auge de la mano de la Federación Universitaria Nacional (FUN), fundada en 1963, en el inicio del Frente Nacional (alianza de liberales y conservadores). La presión estudiantil logra una nueva ley universitaria (Ley 65 de 1963), que recuperó y amplió algo los avances logrados en 1935: elección del rector sin intervención del Poder Ejecutivo, dos representantes estudiantiles en el Consejo Superior, por primera vez un representante de los graduados, por primera vez representación estudiantil en el Consejo Académico, creación del Consejo Superior Estudiantil.
El auge reformista y estudiantil duraría poco y a partir de 1968 el presidente Carlos Lleras Restrepo trasladaría la lógica de las armas a la universidad y el movimiento estudiantil:

La universidad no será más un instrumento de subversión; los estudiantes serán tratados de la misma manera que los grupos armados que operan en el país.
Presidente Carlos Lleras Restrepo, 1969.

 El resultado fue la desaparición de la FUN y la reducción del movimiento estudiantil a su mínima expresión.

### Paraguay
En Paraguay las ideas reformistas del '18 impactaron en el movimiento estudiantil y en la universidad en la década siguiente, pero una serie de intervenciones y las tres décadas y media de la dictadura de Stroessner (1954-1989) impidieron completamente cualquier avance en esa dirección.
El movimiento reformista paraguayo fue iniciado por los estudiantes secundarios del Colegio Nacional de Asunción. En 1925 Oscar Creydt y Herib Campos Cervera fueron elegidos respectivamente presidente del Centro de Estudiantes y director de la revista, invocando la necesidad realizar la reforma universitaria en Paraguay:

Yo tomé contacto con el movimiento estudiantil revolucionario que se desarrollaba en el Colegio Nacional y un poco en algunas facultades de la Universidad. Entonces, leí acerca de la reforma universitaria argentina. Me dirigí a Gabriel del Mazo y me mandó 4 o 5 tomos sobre el movimiento de la Reforma. Como patriarca de esta reforma aparecía más o menos el Dr. Alfredo Palacios. Empecé a plantear que en el Paraguay debe hacerse una reforma universitaria y de que los estudiantes deben participar en el gobierno y la administración de la Universidad, tal como planteaba la reforma universitaria argentina. Esto prendió en los estudiantes y fue mi plataforma electoral. Con eso triunfé, naturalmente contra la oposición de los liberales que no tenían nada que oponerme. Recuerdo que llevé los cuatro tomos de Gabriel del Mazo y puse sobre el pupitre cuando pronuncié el discurso.
Oscar Creydt

Al año siguiente el Centro de Estudiantes, presidido ahora por Sinforiano Buzó Gómez, declaró una huelga estudiantil en el Colegio Nacional en protesta contra el autoritarismo del profesor Carlos Friebig que finalizó con su renuncia.
Debido a que por entonces la Federación Universitaria Paraguaya (FUP) no enarbolaba las ideas reformistas, Creydt, Obdulio Barthe, Buzó Gómez y Campos Cervera lideraron en 1927 una escisión que fundó la Federación de Estudiantes del Paraguay (FEP), con el fin de impulsar la reforma universitaria. La FEP emitió entonces un "Mensaje a los hombres de la nueva generación":

Creemos llegada la hora de afirmar el nacimiento de una Nueva Generación en el Paraguay. Una nueva conciencia se está forjando en la fragua de las inquietudes, siempre puras y elevadas, que atormentan el espíritu de la juventud. Nuevas idealidades han hecho su entrada en el alma de la muchedumbre estudiantil, que comienza a abrirse al soplo de las modernas corrientes espirituales y a agitarse a impulsos de irresistibles factores del dinamismo social... La Reforma Universitaria concreta y resume en este sentido nuestro programa de acción, que es programa de cultura. El “reformismo” define nuestra filiación ideológica. En éste marchamos acordes con las juventudes universitarias de la Argentina, de Chile y de Bolivia, del Perú y del Ecuador, de Colombia, Cuba y del Uruguay, que se han adherido oficialmente, por intermedio de sus respectivas Federaciones, a los postulados de la Revolución Universitaria... Debemos advertir, sin embargo, que este movimiento de extensión continental, no se limita, por cierto, a una simple renovación de orden educacional, teniendo además proyecciones de vasto alcance en el campo de la política, de la economía, del derecho, de la moral y hasta del arte.
Mensaje de la Federación de Estudiantes del Paraguay a los hombres de la nueva generación, 1927

Ese mismo año de 1927, el Centro de Estudiantes de Derecho, presidido por Credyt, elevó al Congreso Nacional un proyecto de ley universitaria —redactado por el propio Creydt, Horacio Fernández, Oscar y Salvador Villagra Maffiodo—, con el fin de aportar modificaciones al proyecto que ya estaba siendo tratado desde 1926.
En sus fundamentos, el proyecto estudiantil aclaraba que estaba inspirado en “las doctrinas y los postulados proclamados por el movimiento universitario” de la Reforma de Córdoba, tomando tres puntos centrales: 1) “Autonomía de la Universidad en su triple aspecto administrativo, pedagógico y económico”; 2) “Intervención del alumnado en el gobierno de las distintas facultades”; 3) “Elección de las autoridades técnicas y administrativas de la Universidad por asamblea de profesores y alumnos, con el objeto de convertir la institución en una verdadera república democrática”. Otros aspectos de la reforma proyectada por el movimiento estudiantil eran la extensión universitaria, las cátedras libres, la asistencia libre y el referéndum para casos de creación o suspensión de una facultad y reforma del estatuto. Demorado dos años en el Congreso y ya bajo la presidencia del liberal José Patricio Guggiari (1928-1932), fue aprobada en junio de 1929 la Ley N.º 1048, consagrando los principios reformistas propuestos por los estudiantes, aunque con la autonomía universitaria atenuada. La ley también incluyó la participación de los graduados en el gobierno universitario.
En 1928, la FEP, la Unión Obrera del Paraguay, la Federación Obrera del Paraguay y la Liga de Obreros Marítimos, fundaron la Universidad Popular de Paraguay, que funcionó en los locales de varios sindicatos.
La evolución reformista de la universidad paraguaya fue completamente interrumpida con la instalación de la extensa dictadura de Stroessner (1954-1989).

### Venezuela

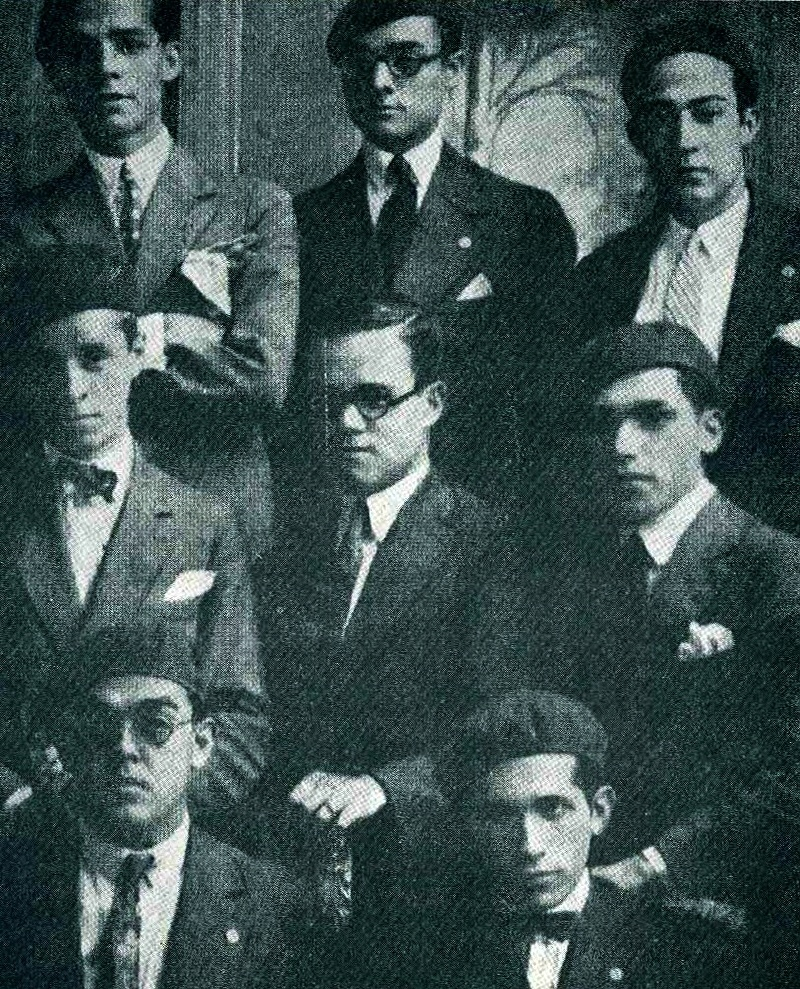
Los jóvenes de la Generación del 28 impulsaron las ideas de la Reforma Universitaria y lucharon por la democracia. Arriba a la derecha Germán Suárez Flamerich, en el centro Rómulo Betancourt, y en la segunda fila a la izquierda Jóvito Villalba.

Como en toda América Latina, la Reforma Universitaria en Venezuela dependió de las dinámicas políticas, especialmente las dictaduras militares, que la reprimieron y limitaron. En Venezuela la democracia recién fue alcanzada en 1958, luego de la larga dictadura gomecista (1908-1935) y el período de transición que finalizó con la dictadura y caída del general Marcos Pérez Jiménez en 1958. Las largas dictaduras, la tardía democracia y el pacto bipartidista de Puntofijo, limitaron en Venezuela el impacto de los principios reformistas de 1918, para conformar un sistema heterogéneo de universidades con autonomía restringida y representación limitada de los claustros.
El movimiento estudiantil reformista, impulsado por la Generación del 28 —entre quienes se encontraba el futuro presidente y "Padre de la democracia venezolana" Rómulo Betancourt— jugó un papel crucial en la caída final de la dictadura y el inicio de la democracia. El 21 de noviembre de 1957 los estudiantes de las universidades Central de Venezuela y Católica Andrés Bello realizaron una huelga que desencadenó la huida de Pérez Jiménez dos días después. En homenaje a esa gesta, en Venezuela se celebra el Día del Estudiante cada 21 de noviembre. La caída de Pérez Jiménez abrió una larga etapa democrática regulada por el Pacto de Puntofijo entre los partidos Copei (conservador) y Acción Democrática (socialdemócrata) que se alternaron en el poder hasta fin de siglo.
En 1946 se sancionó un estatuto universitario que estableció, por primera vez en el país, el cogobierno universitario con representación estudiantil y de los egresados, así como la libertad de cátedra, pero reservando en el presidente de la Nación la designación del rector y demás autoridades universitarias.
En los primeros años de iniciado el período democrático, se sancionó la Ley de Universidades de 1958 impulsada por el presidente y exlíder estudiantil reformista Rómulo Betancourt y Francisco De Venanzi. La Ley consagró los principios de la Reforma de 1918: autonomía, cogobierno de estudiantes, profesores y graduados con facultades para elegir al rector y demás autoridades, gratuidad, concursos de oposición, asistencia social a los estudiantes y extensión universitaria. Pero el modelo universitario reformista de 1958 no se consolidaría. A los pocos años comenzaron a fundarse universidades que adoptaron otro modelo, denominadas "experimentales", sin autonomía. Finalmente la Ley de Universidades de 1970, restringió la autonomía establecida en 1958, atribuyendo poder decisivo a los profesores estables y reduciendo la representación estudiantil al 25 %.

### Ecuador
En Ecuador, como en el resto de América Latina, la reforma universitaria siguió los vaivenes de la democracia. En 1918, simultáneamente con la insurrección estudiantil en Córdoba, el movimiento estudiantil ecuatoriano logró tener voz y voto en el gobierno de las facultades. Siete años después, en 1925, la Revolución Juliana (1925-1931) que puso fin al Estado liberal-oligárquico en ese país, con apoyo popular y estudiantil, estableció la autonomía universitaria y el cogobierno estudiantil. La Constitución de 1946 elevó la autonomía universitaria al rango de norma suprema (art. 172), pero la autonomía se verá severamente restringida con la facultad del gobierno nacional para clausurar o reorganizar establecimientos de nivel superior, concedida por las leyes de Educación Superior del 7 de junio de 1937 y N.º 671 del 31 de marzo de 1964. La Ley de Educación Superior del 6 de junio de 1966 prohibió al Poder Ejecutivo clausurar y reorganizar las universidades, y elevó dicha prohibición al rango constitucional al año siguiente, estableciendo además la inviolabilidad de los recintos universitarios.
La Constitución de 2008 garantiza la gratuidad de la enseñanza pública universitaria, la "autonomía responsable", el "cogobierno", la "libertad académica", la inviolabilidad de los establecimientos y prohíbe la creación de universidades con fines de lucro (arts. 348, 351, 352, 355 y 356).

### Panamá
Panamá recién creó su primera universidad, la Universidad de Panamá (UNP) en 1935, gestionada por el gobierno panameño, que a su vez se encontraba bajo fuerte influencia de Estados Unidos, a partir de la concesión a perpetuidad que tenía entonces sobre el Canal de Panamá y las facultades que el Tratado Hay-Bunau Varilla le había conferido para intervenir, incluso militarmente, en la vida interna de Panamá.
En 1941 resultó elegido presidente Arnulfo Arias, líder del panameñismo, apoyado por amplios sectores de la clase media y con un programa de fuerte contenido social y reivindicación de la soberanía sobre el Canal. De inmediato Estados Unidos promovió su derrocamiento que fue ejecutado en octubre del mismo año por Ricardo Adolfo de la Guardia (1941-1945). En un contexto de descontento popular, una de las primeras medidas del gobierno golpista fue despedir a la profesora Georgina Jiménez de López, precursora de la sociología y el feminismo panameños. La medida desencadenó una huelga estudiantil, que llevó al movimiento estudiantil a comenzar a organizarse, para exigir la autonomía universitaria y el cogobierno de profesores y estudiantes, en el marco de un pensamiento nacional antiimperialista, en lucha por la recuperación del Canal, y que ubicaba a la universidad como "atalaya" de esa lucha.
En enero de 1943 la movilización de estudiantes y profesores logra reponer como rector a Octavio Méndez Pereira, referente del movimiento reformista y activo defensor de la soberanía panameña sobre el Canal. Pocos meses después se desata una nueva huelga estudiantil, cuando el gobierno despide al profesor Felipe Juan Escobar, destacado penalista que pertenecía al Partido Panameñista, que lleva a la creación de la Federación de Estudiantes Panameños (FEP), en octubre de 1943. Un mes después, la UNP fue reorganizada con el fin de conformar una universidad interamericana y aprobó un nuevo Estatuto provisorio, que reconocía una representación estudiantil minoritaria (dos representantes) en el Consejo General Universitario, así como la libertad de cátedra.
Una confluencia de movilización popular y estudiantil obligó al presidente De la Guardia a llamar a elecciones para una Asamblea Constituyente, que procedió a nombrar como presidente interino a Enrique A. Jiménez (1945-1948). En 1946 se sancionó la nueva Constitución que consagró la autonomía universitaria y la obligación de "estudiar los problemas nacionales y difundir la cultura popular" (artículo 86), así como la libertad de cátedra (artículo 88). Meses después se sancionó la Ley N.º 48 de Autonomía Universitaria, disponiendo que la elección del rector y la aprobación del estatuto correspondía al Consejo General Universitario, integrado por el rector, todos los profesores y dos estudiantes electos por cada facultad (arts. 4 y 5). El gobierno universitario fue atribuido a una Junta Administrativa, integrada por el rector, un delegado del ministro, los decanos y los representantes estudiantiles (art. 6). Finalmente la ley atenuó la autonomía entregando la administración a un Junta de Síndicos presidida por el ministro, integrada también por el rector, un representante de los estudiantes, uno de los profesores, uno de los exalumnos y cuatro miembros adicionales.
En los años siguientes la universidad autónoma, impulsada por el movimiento estudiantil y los profesores nacionalistas, se convertiría en un actor protagónico de las luchas que finalizarán con la recuperación del Canal a partir de los Tratados Torrijos-Carter de 1977, en jornadas muchas veces sangrientamente reprimidas, como el rechazo al Convenio Filós-Hines el 22 de diciembre de 1947, la Operación Soberanía y el movimiento "¡Más Escuelas, Menos Cuarteles!" de mayo de 1958, la Marcha Patriótica a la Zona del Canal del 3 de noviembre de 1959 y el Día de los Mártires en 1964.

### Costa Rica
Costa Rica tuvo la peculiaridad de cerrar la Universidad de Santo Tomás en 1888 y permanecer sin ninguna universidad durante 53 años. La enseñanza superior se organizó entonces a partir de "escuelas" o "facultades" aisladas, a modo de "archipiélago", que emitían los títulos habilitantes. Una de las obras destacadas de la progresista presidencia de Rafael Ángel Calderón Guardia (1940-1944), fundador del calderonismo, fue la creación de la Universidad de Costa Rica en 1940. Para ello adoptó el modelo propuesto por la llamada "Misión Chilena", un grupo de especialistas chilenos liderado por Luis Galdames, exrector de la Universidad de Chile, que propuso adoptar el modelo de universidad autónoma cogobernada surgido de la Reforma Universitaria de 1918 iniciada en Córdoba. Galdames desarrolló su modelo en el libro La universidad autónoma.
Luego de la Revolución de 1948 que dio origen al liberacionismo, la universidad tica produjo una reforma peculiar en 1957, inspirada en las ideas humanistas de José Ortega y Gasset, que tuvo como eje la creación de los "Estudios Generales", una facultad específica que tenía como objetivo brindar una educación humanista común a todos los estudiantes, más allá de la especialidad elegida.

### Nicaragua

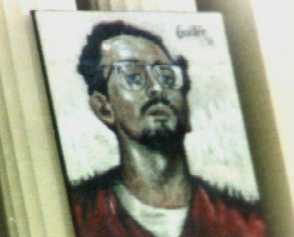
Carlos Fonseca, presidente del Centro Universitario de la Universidad Nacional (CUUN) que obtuvo la autonomía universitaria y el cogobierno estudiantil en 1958, y fundador del Frente Sandinista de Liberación Nacional.

El independizarse en 1821, Nicaragua contaba con la Universidad de León fundada apenas nueve años antes, la última instalada por el Imperio Español en América
durante el período colonial. Las invasiones estadounidenses, el asesinato de Sandino y las cuatro décadas de la dictadura de Somoza (1936-1979), conspiraron para evitar que avanzara en Nicaragua el movimiento de democratización de la universidad que surgió con la Reforma cordobesa de 1918.
A mediados de la década de 1950, el movimiento estudiantil adquirió un perfil en el que combinaba la resistencia contra la dictadura somocista y el imperialismo, con los reclamos gremiales, a través de líderes como Carlos Fonseca y Tomás Borge, que luego serían dirigentes del Frente Sandinista de Liberación Nacional. La presión del Centro Universitario de la Universidad Nacional (CUUN) logró que el parlamento tratara en 1955 un proyecto reforma universitaria que no obtuvo la mayoría necesaria, pero tres años después el Poder Ejecutivo retomó los reclamos estudiantiles, estableciendo la autonomía universitaria, la libertad de cátedra, la participación estudiantil en la junta universitaria, y la inviolabilidad de los recintos. En 1959 el CUUN organizó el Primer Congreso Estudiantil Universitario, adoptando los postulados de la Reforma de Córdoba de 1918 y vinculándolos con el apoyo al movimiento sindical y la lucha para derrocar a la dictadura, a través del Frente Estudiantil Revolucionario (FER), creado en 1962, con participación de estudiantes de la Universidad de León, cristianos de la Universidad Centroamericana (UCA) y secundarios. El FER puso el acento en la vinculación de la orientación de la universidad hacia la solución de los problemas del pueblo nicaragüense.
En 1966 la autonomía universitaria fue consagrada constitucionalmente, estableciendo además que el 2 % del presupuesto estatal debía destinarse a la Universidad, tal como exigía el movimiento estudiantil desde la década anterior. La Constitución sancionada en 1987 ratificó en su artículo 125 la autonomía universitaria, elevando su presupuesto al 6 % del presupuesto general, estableció la participación en el gobierno de los profesores, estudiantes y trabajadores administrativos, así como la libertad de cátedra. En 1990, la Ley N.° 89 de Autonomía de las Instituciones de Educación Superior, reglamentó plenamente la garantía constitucional.

### El Salvador

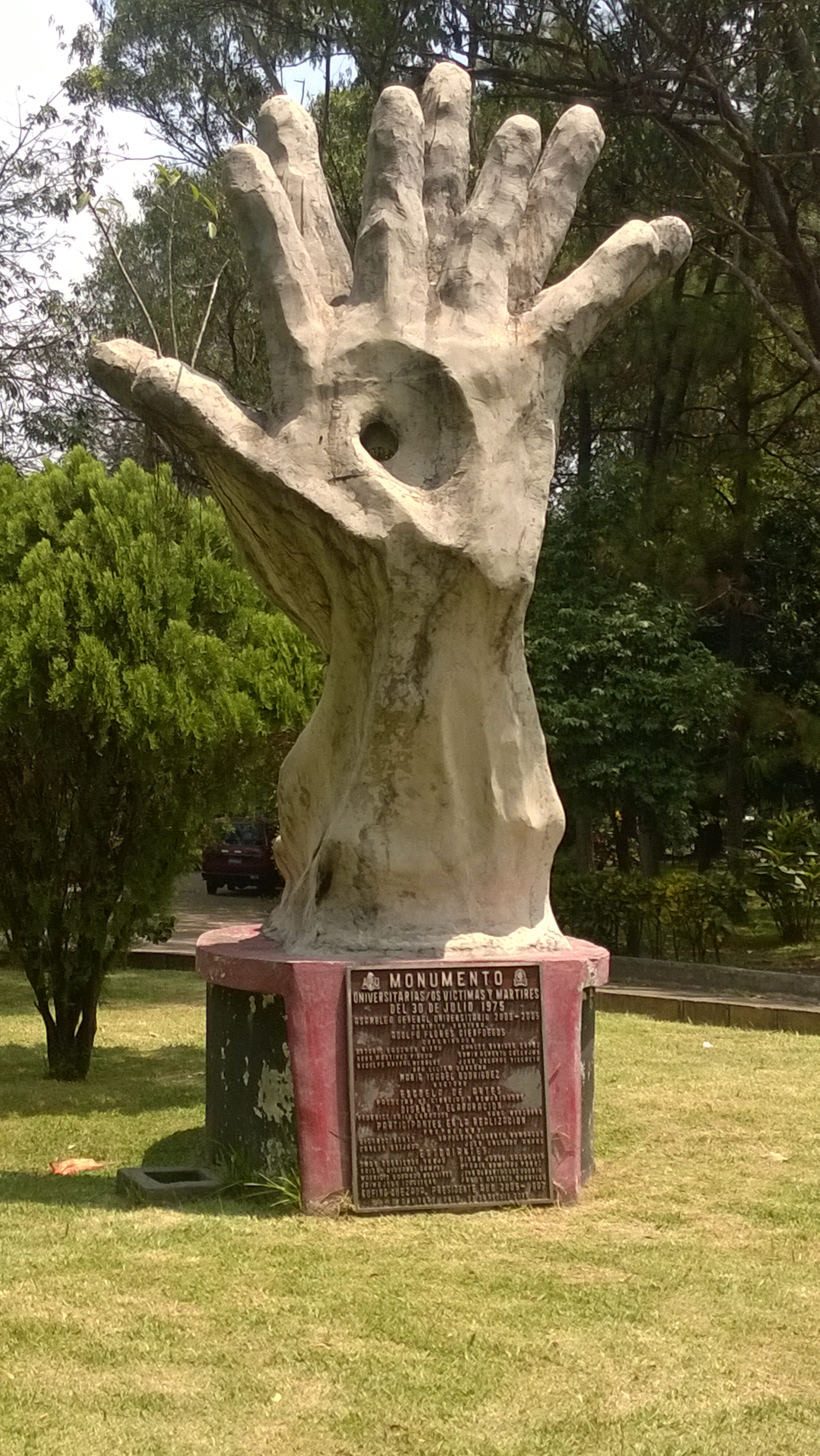
Monumento a los y las estudiantes asesinados el 30 de julio de 1975.

En El Salvador, los principios democratizadores de la Reforma Universitaria de 1918, fueron levantados por el movimiento estudiantil y las fuerzas progresistas, pero su incidencia en el modelo universitario salvadoreño fue limitado, debido al hecho de que El Salvador prácticamente no tuvo gobiernos democráticos hasta la década de 1990, cuando finaliza la Guerra civil (1980-1992), salvo muy breves intentos. Aun habiendo obtenido la autonomía universitaria con alcance limitado en 1927 y establecido la misma en la Constitución desde 1950, las condiciones históricas impulsaron un modelo universitario caracterizado por la multiplicación de universidades privadas, orientadas al profesionalismo individual.
En 1927 se fundó la Asociación General de Estudiantes Universitarios Salvadoreños (AGEUS) —entre cuyos fundadores se encontraba Farabundo Martí— y se estableció por decreto ejecutivo una limitada autonomía universitaria, muy cuestionada por el movimiento estudiantil, que no incluía ni la participación de los estudiantes, ni la elección del rector, limitándose la función del profesorado a presentar una terna al Poder Ejecutivo. La dictadura de Hernández Martínez (1931-1944) reprimió duramente al movimiento popular y anuló toda autonomía universitaria, bandera que fue levantada por el movimiento estudiantil.
Los estudiantes jugaron un papel decisivo en la caída de Hernández Martínez, razón por la cual el gobierno provisional del general Andrés Ignacio Menéndez retribuyó el apoyo con un decreto ejecutivo firmado en julio de 1944, declarando la autonomía universitaria plena, con cogobierno de profesores y estudiantes. La Revolución de 1948 instaló en el gobierno un Consejo de Gobierno Revolucionario de cinco miembros, uno de los cuales era Reynaldo Galindo Pohl, líder del movimiento estudiantil. En medio de complejos conflictos, la Revolución del 48 logró sancionar una nueva Constitución en 1950, que entre otras cosas garantizó la autonomía universitaria en el artículo 205, estableciendo que la enseñanza superior debía considerase como un "servicio social". Entre los rectores reformistas de la Universidad de El Salvador (UES) de este período, se destacó Fabio Castillo Figueroa (1963-1967).
En la década de 1970 se generalizó el terrorismo de Estado, que entre otros crímenes produjo la Masacre estudiantil del 30 de julio de 1975. En 1965, la fundación de la Universidad Centroamericana José Simeón Cañas (UCA), gestionada por la orden jesuita, abrió un modelo diferente de universidad con orientación social, bajo los postulados de la Teología de la liberación, especialmente bajo el rectorado del padre Ignacio Ellacuría, asesinado junto a otros sacerdotes el 16 de noviembre de 1989.

### Guatemala

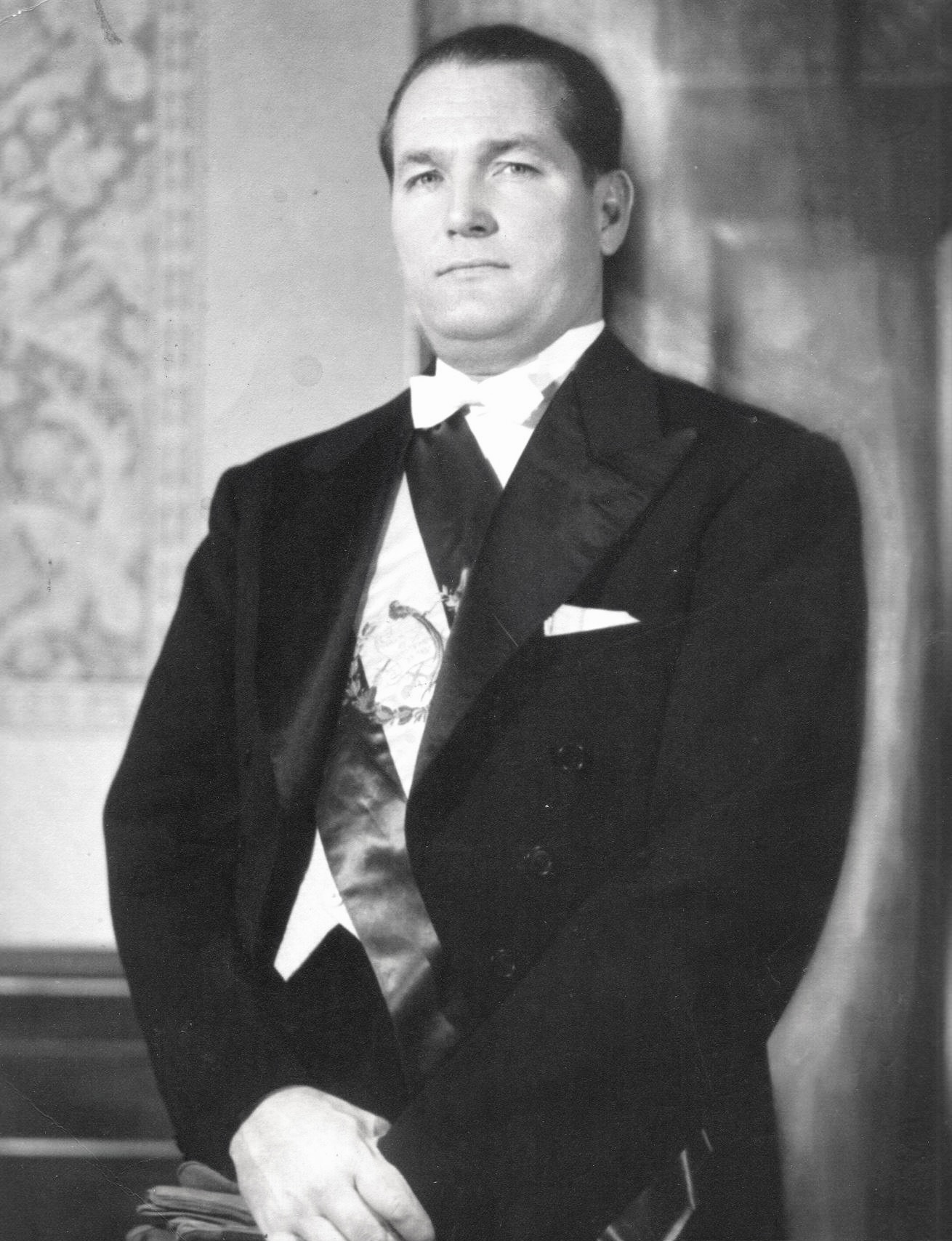
El presidente de Guatemala Juan José Arévalo (1945-1951) fue militante estudiantil del movimiento reformista. En su gobierno institucionalizó los principios de la Reforma Universitaria durante la Revolución de 1944.

En Guatemala el movimiento estudiantil levantó las banderas de la Reforma Universitaria desde muy temprano. El 22 de mayo de 1920 se fundó la Asociación de Estudiantes Universitarios (AEU), y el 20 de agosto de 1922 la Universidad Popular de Guatemala. Los jóvenes reformistas de ese momento son conocidos en Guatemala como la "Generación del 20" y entre ellos actuaron figuras como Miguel Ángel Asturias, quien representó a su país en el Primer Congreso Internacional de Estudiantes de México de 1921 y que cuatro décadas después recibiría el Premio Nobel de Literatura.
Los principios del Grito de Córdoba de 1918 se institucionalizaron en Guatemala durante la Revolución de 1944 (1944-1954), mediante el Decreto N.º 12 del 9 de noviembre de 1944, que consagró la autonomía universitaria, el cogobierno estudiantil, los concursos, la vinculación docencia-investigación y la vinculación con los movimientos sociales. Su primer presidente Juan José Arévalo había sido militante del ideario reformista, desempeñándose como secretario de la Primera Convención Americana de Maestros Primarios, Secundarios y Superiores, realizada en Buenos Aires en 1928, bajo la presidencia de Gabriel del Mazo, así como profesor y funcionario de varias universidades reformistas argentinas. Carlos Martínez Durán fue el primer rector elegido democráticamente, desempeñándose en los períodos 1945-1950 y 1958-1962.
El golpe de Estado de 1954 contra Jacobo Árbenz, instigado por la empresa estadounidense United Fruit y el propio gobierno de Estados Unidos, llevó al país a un régimen dictatorial y una devastadora Guerra civil (1960-1996) de más de tres décadas, con cientos de miles de desaparecidos víctimas del terrorismo de Estado.
Durante las décadas de 1960 y parte de la década de 1970, hasta la rectoría de Saúl Osorio Paz, la universidad autónoma fue una "isla democrática" en la realidad autoritaria de Guatemala, tal como sucedió en muchas partes de América Latina. Pero a partir de 1978, con el exilio del rector Osorio Paz, el asesinato del secretario general de la AEU Oliverio Castañeda de León y la desaparición de su sucesor Antonio Ciani García, el terror se apoderó de la Universidad, que terminó de perder toda la autonomía que la diferenciaba del poder político-militar. Cientos de estudiantes y profesores reformistas fueron asesinados o víctimas de desaparición forzada, entre ellas tres conducciones de la AEU. En 1985 y sobre todo en 1989, el movimiento estudiantil impulsó nuevas reformas universitarias, que fueron abortadas por el terror. De particular crueldad fue la masacre de los diez líderes estudiantiles de 1989.
Al iniciarse el proceso de paz en 1991, uno de los primeros escenarios fue la Universidad, con la convocatoria en agosto de 1992, a integrar una Comisión de Reforma Universitaria de la Universidad de San Carlos (COMREUSAC) para organizar el Primer Congreso Multisectorial de Reforma Universitaria, que finalmente se realizó en 1995. El Congreso realizó un informe proponiendo siete marcos para el proceso y 63 reformas. Los siete marcos para emprender la reforma universitaria fueron: 1) El ser y el deber ser de la Universidad; 2) Necesidades y nuevas realidades sociales, 3) Marco académico, 4) Marco Político, 5) Marco administrativo, 6) Marco financiero y 7) Marco jurídico. Las recomendaciones fueron adoptadas solo fragmentariamente por el Consejo Superior Universitario.
En 2010 el movimiento universitario Estudiantes por la Autonomía (EPA) ocupó el campus de la Universidad de San Carlos (USAC) durante 54 días, reclamando un nuevo proceso de reforma universitaria. Los principales reclamos de EPA fueron: 
- permitir la revisión del examen de admisión a la Universidad;
- reforma de la regla de "repitencia", según la cual reprobar tres veces una materia significa ser excluido de la universidad, mediante el estudio de los casos particulares para revertir la exclusión generalizada de estudiantes, que afectaba a 15 000 estudiantes;
- “restitución de los derechos estudiantiles”, restableciendo el cogobierno estudiantil;
- presupuesto universitario no inferior al 5 % de los ingresos ordinarios del Estado nacional.[171]

La protesta estudiantil llevó a que se formara una Comisión Multisectorial de Reforma Universitaria, establecida en 2011.

### Honduras
En Honduras el movimiento estudiantil surgió pocos años después de la Reforma Universitaria de Córdoba de 1918, adhiriendo a sus principios, pero la sucesión de gobiernos de tipo autoritario hasta la segunda mitad del siglo XX, obstaculizaron la institucionalización de la universidad reformista.
La Federación de Estudiantes de Honduras (FEUH) fue fundada en 1925, año en que la Universidad Nacional de Honduras tenía solo 70 estudiantes. Al asumir la presidencia el liberal Vicente Mejía Colindres (1929-1933) la FEUH integró en 1931 el Primer Comité Pro-Reforma Universitaria y redactó un proyecto de ley universitaria inspirado en los principios de Córdoba. El presidente Colindres aceptó los beneficios democráticos de conceder la autonomía a la Universidad, pero la Gran Depresión de 1929 fue aprovechada por el líder conservador Tiburcio Carías Andino (1931-1949), para imponer una dictadura de casi dos décadas.
En la década de 1940 el movimiento estudiantil adquirió relevancia y participó activamente en las luchas políticas y sociales, de tal modo que las banderas reformistas —consideradas "comunistas" por la dictadura—, fueron adoptadas por los dos principales partidos de oposición, el Partido Liberal (socialdemócrata) y el Partido Demócrata Revolucionario (PDRH). Luego de que en 1949 el dictador Carías se viera obligado a dejar el poder, el movimiento estudiantil obtuvo varias conquistas, como la participación en la elección de los decanos de las facultades y la extensión universitaria, así como la consagración por ley de una autonomía universitaria restringida en 1954, aunque finalmente no fue ratificada por el gobierno.
En 1956 se desató una masiva huelga estudiantil, secundaria y universitaria, que duró cuatro meses hasta desencadenar el golpe de Estado que derrocó al presidente de facto Julio Lozano Díaz. Como consecuencia del activismo estudiantil, la Constitución de 1957 estableció la autonomía universitaria y la misión de investigar y enseñar (art. 146), la "libertad de cátedra" (art. 144) y un presupuesto del 2 % de los ingresos netos del Estado (art. 147). Al año siguiente, al iniciarse el primer gobierno socialdemócrata de Honduras presidido por Ramón Villeda Morales (1957-1963), se estableció por ley la paridad estudiantil en el gobierno universitario, en un cogobierno cuatripartito en el que estaban representados también los profesores, los graduados y los trabajadores de la universidad.
En los años siguientes se consolidó en Honduras un largo período de universidad reformista que se extendió hasta 2004. En ese lapso se distinguen dos períodos. El período 1958-1979, liderado por el Frente de Reforma Universitaria (FRU), tuvo un perfil más radical, destacándose el rectorado de Jorge Arturo Reina (1973-1979), expresidente de la FEUH y cofundador del FRU. El período 1983-2004, liderado por el Frente Unido Universitario Democrático (FUUD), tuvo un perfil más moderado, en el marco de los planes de ajuste del Fondo Monetario Internacional, destacándose la influencia del rector Oswaldo Ramos Soto (1982-1988), uno de los líderes del Partido Nacional de Honduras.
En diciembre de 2004 el Congreso Nacional aprobó una nueva Ley Orgánica de la Universidad Nacional Autónoma de Honduras (UNAH), modificando sustancialmente el régimen establecido en 1957. La ley eliminó la representación paritaria estudiantil establecida en 1957 (50 % por el claustro estudiantil y 50 % por el claustro docente), para establecer un Concejo Universitario integrado por cuarenta miembros, en el que los estudiantes tienen solo tres representantes y los profesores otros tres. Para agravar la situación, desde 2008 los estudiantes carecen de toda representación.

### República Dominicana
La República Dominicana fundó la Universidad de Santo Domingo en 1914. Dos años después Estados Unidos ocupó por primera vez el país. En ese período Estados Unidos tomó control de la Universidad y la manejó con un sentido estrictamente utilitario, razón por la cual cerró la Facultad de Filosofía y Letras. En 1924 Estados Unidos se retiró parcialmente, pero mantuvo el control del país al mantener en su poder la recaudación aduanera y apoyó al jefe de la Guardia Civil creada por los norteamericanos durante la ocupación, Rafael Trujillo, que en 1931 iniciaría las tres décadas de una de las dictaduras más sangrientas de la historia (1931-1961).
Tres años antes, en 1928, se había fundado la Asociación Nacional de Estudiantes Universitarios (ANEU), con las banderas democráticas de la Reforma Universitaria iniciada en Córdoba en 1918, pero desapareció en un país aterrorizado y una universidad controlada por los servicios de inteligencia y "caracterizada por la supresión de todo asomo de disidencia y su conversión en un instrumento más del control ideológico y político".
Al triunfar la Revolución cubana el último día de 1958, la feroz dictadura trujillista se volvió un serio riesgo para Estados Unidos, ante la posibilidad de que se repitiera el desenlace cubano. Pero como la República Dominicana carecía por entonces de fuerzas internas capaces de derrotar a Trujillo, el gobierno de Estados Unidos tomó la decisión de asesinarlo, crimen que se ejecutó con apoyo de la CIA el 30 de mayo de 1961, durante la presidencia de John F. Kennedy.
Con la muerte de Trujillo, los días del régimen estaban contados. En las semanas siguientes se organizó la oposición, entre la que se encontraba el movimiento estudiantil. El 25 de junio de 1961, poco más de tres semanas del asesinato del dictador, un puñado de jóvenes logró realizar un acto opositor en la Universidad con 300 estudiantes, cuando la Universidad solo contaba con 3000 estudiantes. La manifestación fue violentamente reprimida, pero una semana después constituían la Federación de Estudiantes Dominicanos (FED), presidida por Armando Hoepelman, de cuya CD provisoria también formaban parte Leopoldo Grullón, José Eugenio Villanueva, Rafael Alburquerque —vicepresidente de la República entre 2004 y 2012—, Antonio Cuello, Eduardo "Pití" Houellemont, Asdrúbal Domínguez —luego destacado artista e intelectual—, Mariano Fiallo, Antonio Isa Conde —luego ministro de Energía y Minas—, Eduardo Delgado, Jesús María Hernández S. —luego diplomático—, Víctor De Camps, Miguel Genao y Domingo Loinaz.
En octubre de 1961 la FED organizó una serie de mítines exigiendo la reapertura de la universidad y la renuncia de las autoridades trujillistas, que llegó a su punto culminante el 20 de octubre cuando los estudiantes ocuparon el barrio ciudad Nueva de Santo Domingo. El gobierno reprimió ferozmente, causando al menos tres muertos (Tilso Roldán Vargas Almonte, Rafelito Curiel y Vargas Solís) y un centenar de heridos. Los estudiantes detenidos fueron torturados en el cuartel de bomberos. La represión contra los jóvenes desencadenó la protesta en todos los barrios de la Capital y llevó a que la Comisión Interamericana de Derechos Humanos se hiciera presente en la República Dominicana el 22 de octubre, para documentar la violación de derechos humanos. Las protestas no cesaron hasta el 25 de octubre.
La rebelión estudiantil llevó a que Congreso de la República tratara de urgencia la cuestión y aprobara dos meses después la Ley N.º 5778 de Autonomía Universitaria, promulgada por el presidente Joaquín Balaguer el 31 de diciembre, dos semanas antes de que fuera desalojado del poder. La ley reconoció también la participación estudiantil en el gobierno universitario, estableciendo un Consejo provisorio integrado por tres profesores y dos estudiantes, y estableció que el presupuesto no debía ser inferior al 5 % del presupuesto total del Estado.
Pero, como sucedió en toda América Latina durante la Guerra Fría, la incipiente democracia que permitió surgir la caída de la dictadura trujillista no pudo consolidarse. En 1963 fue derrocado el presidente constitucional Juan Bosch y en 1965 Estados Unidos volvió a invadir el país para impedir que la Guerra Civil Dominicana repusiera a Bosch en la presidencia. El 25 de septiembre de 1965, una asamblea de estudiantes, docentes y no docentes realizada en la Universidad Autónoma de Santo Domingo (UASD), proclamó el Movimiento Renovador Universitario (MRU), tomando las banderas de la Reforma Universitaria y las luchas sociales dominicanas, dispuso el cese de las autoridades universitarias y designó provisionalmente una nueva dirección, encabezada por Andrés María Aybar Nicolás, como rector, al que acompañaron Fernando Morbán Laucer, Rubén Suro, Tirso Mejía Ricart, los decanos y los representantes estudiantiles. El 9 de febrero de 1966 el movimiento estudiantil realizó una marcha para reclamar al presidente Héctor García Godoy el reconocimiento de las nuevas autoridades universitarias y el cese de la ocupación estadounidense. Los estudiantes fueron ametrallado por las "Fuerzas Interamericanas de Paz", asesinando a Antonio Santos Méndez, Miguel Tolentino y Amelia Ricart Carventi.
Cesada la ocupación estadounidense se abrió luego un largo período conservador durante el cual ocupó la presidencia el trujillista Joaquín Balaguer (1966-1978), que mantuvo una fuerte confrontación con el gobierno, que se negó sistemáticamente a cumplir con las remesas presupuestarias. Pese a ello la democratización de la UASD bajo la conducción del Movimiento Renovador Universitario fue notable. Si en 1962 la UASD tenía cerca de 3000 estudiantes, que equivalían al 0,1 % de la población, en 1985 la matrícula superó los 50 000 estudiantes. En 2002 la población universitaria era de 300 000 personas, un 3,6 % de la población total, de la cual un 63 % es femenina.

## Activistas reformistas
El término reformista se utiliza para designar a las organizaciones y personas que adhieren a los principios de la Reforma Universitaria. La Reforma Universitaria ha impactado en varias generaciones de activistas, escritores, intelectuales, científicos, artistas y políticos. 

### Presidentes latinoamericanos
Varios presidentes latinoamericanos han sido activistas o estado íntimamente vinculados con el movimiento de Reforma Universitaria: 
- Hipólito Yrigoyen (Argentina)
- Arturo Frondizi (Argentina)
- Arturo Umberto Illia (Argentina)
- Raúl Alfonsín (Argentina)
- Juan José Arévalo (Guatemala)
- Fernando Henrique Cardoso (Brasil)
- Rómulo Betancourt (Venezuela)
- Salvador Allende (Chile)
- Fidel Castro (Cuba)
- Carlos Prío Socarrás (Cuba)
- José Batlle y Ordóñez (Uruguay)

### Maestros de la Juventud
El movimiento de la Reforma Universitaria ha tenido la costumbre de asignar a algunos intelectuales el título de "Maestros de la Juventud":
- José Ingenieros
- Alfredo Palacios
- Miguel de Unamuno
- José Martí
- José Vasconcelos Calderón
- José Enrique Rodó
- Manuel González Prada
- José Carlos Mariátegui

### Activistas y personalidades reformistas
Algunos reformistas destacados han sido: 
- En Argentina: Deodoro Roca, Angel J. Nigro, Gabriel del Mazo, Julio V. González, Arturo Jauretche, Alejandro Korn, Homero Manzi, Aníbal Ponce, Silvano Santander, Sergio Bagú, Guillermo Estévez Boero, Gregorio Klimovsky, Manuel Sadosky, Julio Godio, José Babini, Gregorio Bermann, Oscar Alende, Julio Prebisch, Rodolfo Martín Campero, Santiago Pampillón, Ernesto Sabato, Marcos Rosa, Ricardo Rojas, Juan Filloy, Gustavo Galland, Federico Storani, Arturo Orgaz, Horacio Varela.

- En Bolivia: Jaime Mendoza (1874-1939) en 1930 promulga Ley de Autonomía Universitaria, fue Rector de la Universidad Central de Bolivia; Alcides Arguedas (1879-1946); Carlos Medinacelli (1898-1949); Enrique Finot (1891-1952); Franz Tamayo (1879-1956).

- En Brasil: Darcy Ribeiro; Josué de Castro.

- En Chile: Domingo Gómez Rojas, Jorge Millas Jiménez, Alfredo Demaría, Santiago Labarca, Amanda Labarca, Salvador Allende, Pablo Neruda (Premio Nobel), Daniel Schweitzer, Juan Gandulfo, Fernando García Oldini, M. J. Montenegro, José Santos González Vera, Godofredo Iommi, Enrique Kirberg, Gregorio Mimica Argote.

- En Colombia: Germán Arciniegas.

- En Costa Rica: Rodrigo Facio, Isaac Felipe Azofeifa.

- En Cuba: Julio Antonio Mella, Juan Antonio Rubio Padilla, Eduardo Chibás, Carlos Prío Socarrás, José Antonio Echeverría, Fidel Castro.

- En España: Luis Jiménez de Asúa.

- En Guatemala: Miguel Ángel Asturias (Premio Nobel), Juan José Arévalo.

- En México: Jesús Silva Herzog, Alfonso Reyes Ochoa.

- En Paraguay: Prof. Dr. Luis Alfonso Resck.

- En Perú: Víctor Raúl Haya de la Torre, José Carlos Mariátegui, Víctor Andrés Belaunde, Luis Alberto Sánchez.

- En República Dominicana: Pedro Henríquez Ureña.

- En Uruguay: Carlos Quijano, José Pedro Cardoso, Germán Rama, Carlos Manuel Rama, Emilio Frugoni, Líber Arce.

- En Venezuela: Carlos D'Ascoli, Raúl Leoni, Rómulo Betancourt, Pío Tamayo, Jóvito Villalba.

## Principios de la Reforma Universitaria
Los principios fundamentales de la Reforma Universitaria son:
- Autonomía universitaria
- Cogobierno
- Extensión universitaria
- Acceso por concursos y periodicidad de las cátedras
- Libertad de cátedra, cátedra paralela y cátedra libre
- Gratuidad y acceso masivo
- Vinculación de docencia e investigación
- Inserción en la sociedad y rol de la universidad
- Solidaridad latinoamericana e internacional
- Unidad obrero-estudiantil

### Autonomía universitaria
El principio de autonomía universitaria sostiene que la universidad debe ser autónoma y auto-gobernada, eligiendo sus propias autoridades sin injerencia del poder político, y dándose sus propios estatutos y programas de estudio. La autonomía universitaria está fundada en la necesidad de evitar que los vaivenes del poder político se traduzcan en cambios arbitrarios de la vida y las autoridades universitarias. 
Un aspecto secundario aunque de gran importancia es que la autonomía universitaria suele implicar la inviolabilidad de los edificios universitarios por parte de las fuerzas de seguridad.[cita requerida]
En muchos países del mundo, las universidades son autónomas; uno de los primeros fue Argentina, en donde la autonomía universitaria fue reconocida por primera vez en 1919, como consecuencia del movimiento de Reforma Universitaria que se había iniciado en Córdoba el año anterior. Los gobiernos militares tendieron a intervenir las universidades y anular su autonomía; el hecho conocido como la Noche de los bastones largos de 1966 sucedió cuando el régimen militar dirigido por Onganía decidió anular la autonomía universitaria. Desde 1983 las universidades públicas argentinas son autónomas y en 1994 la autonomía universitaria y su autarquía financiera, fue garantizada en la Constitución (art. 75, inciso 19).
Otros países donde se han realizado reformas universitarias: 
- Bolivia: la autonomía universitaria se estableció en 1931, como consecuencia del movimiento de Reforma Universitaria, impulsado por el movimiento estudiantil y los docentes.
- Costa Rica: la Constitución de 1949 establece el principio de autonomía universitaria.
- Chile: la autonomía universitaria se reconoció en 1931.
- México: la autonomía universitaria se estableció en 1929, garantizada por la Constitución en 1979.
- República Dominicana: en 1961, se dotó de autonomía a la Universidad de Santo Domingo, con lo que pasó a llamarse "Universidad Autónoma de Santo Domingo". En 1962, se eligieron las primeras autoridades bajo el régimen de la autonomía.
- Perú: la autonomía universitaria se estableció por primera vez en 1920 como consecuencia de la presión ejercida por el movimiento estudiantil peruano. Con posterioridad, se anuló en reiteradas oportunidades, hasta ser garantizada en la Constitución (art. 18) a partir de 1979.
- Uruguay: se establece la autonomía universitaria en 1958, por ley. En octubre de 1973, el gobierno dictatorial de Bordaberry interviene la Universidad. En septiembre de 1983 se realiza una histórica "Marcha del Estudiante" bajo el lema de "fuera la intervención: autonomía y cogobierno". Desde 1984 la universidad es autónoma.
- Venezuela: se producen graves conflictos entre 1949 y 1951 debido a la falta de autonomía universitaria en la Universidad de los Andes y la Universidad Central de Venezuela (UCV) y las otras grandes universidades del país. En 1958 se sanciona la Ley de Universidades que reconoce la autonomía universitaria plena (art. 9) y la inviolabilidad de sus recintos por ningún organismo de seguridad del estado. En 1969, Rafael Caldera allanó la UCV, con el pretexto de la existencia de violencia. Solo hasta 1999 (gobierno de Hugo R. Chávez F.) se reconoce constitucionalmente la autonomía universitaria, en la Constitución Bolivariana de Venezuela.

#### Autarquía financiera y presupuesto universitario
El movimiento reformista reclama, como parte del principio de autonomía universitaria, la autarquía financiera de las universidades. Para garantizar este principio se han propuesto soluciones como la garantía legal de que la asignación presupuestaria para las universidades esté establecida en un mínimo no modificable por los gobiernos.

### Cogobierno
El principio de cogobierno alude al gobierno compartido de la universidad por parte de los diferentes sectores de la comunidad universitaria. El reclamo tradicional de la Reforma Universitaria es el cogobierno igualitario por parte de docentes, graduados y estudiantes. Algunas organizaciones estudiantiles reformistas proponen incluir también a los no docentes. 
- Argentina: el cogobierno fue establecido por primera vez en 1919, como consecuencia del movimiento de Reforma Universitaria que se había iniciado en Córdoba el año anterior. En varias oportunidades fue anulado. Desde 1983 las universidades públicas argentinas son cogobernadas por estudiantes, graduados y docentes (y en ciertos casos no-docentes).
- Chile: Desde 1968 y como resultado de las demandas estudiantiles la elección del rector y demás autoridades (decanos) se realizada por claustro pleno (docentes, estudiantes y no docentes) en todas las universidades, medida suspendida después del 11 de septiembre de 1973 por la dictadura militar, que procede a designar los Rectores y demás autoridades.
- Perú: La Constitución (art. 18) define que "la universidad es la comunidad de profesores, alumnos y graduados" y que "participan en ella los representantes...".
- Uruguay: En 1908 la Asociación de Estudiantes del Uruguay logra la representación estudiantil en los consejos universitarios, por primera vez en América.
- Venezuela: En 1946 se estableció por primera vez la representación de los estudiantes en el Consejo Universitario, los Consejos de Facultad y las Asambleas de Facultad.

### Extensión universitaria
Con el principio de extensión universitaria se pretende «extender» la presencia de la universidad en la sociedad y relacionarla íntimamente con el pueblo.
Las universidades «reformistas», al igual que los Centros de Estudiantes, suelen tener secretarías de extensión universitaria dedicadas plenamente a llevar los conocimientos universitarios a la sociedad, así como a incorporar a la sociedad a la dinámica universitaria. Exitosos centros culturales como el Centro Cultural Ernesto Sabato de la Facultad de Ciencias Económicas de la UBA, el Centro Cultural Ricardo Rojas de la UBA, y las Universidades González Prada de Perú, son ejemplos de extensión universitaria.

### Acceso por concursos y periodicidad de las cátedras
La Reforma Universitaria sostuvo desde un inicio la necesidad de que las cátedras sean ocupadas por concursos de oposición y antecedentes, y revalidadas periódicamente (periodicidad de la cátedra).

### Libertad de cátedra, cátedra paralela y cátedra libre
Véase también libertad académica
Estos tres principios están inseparablemente vinculados:
- El principio de libertad de cátedra sostiene que cada cátedra tiene completa libertad para investigar y enseñar, y no puede ser supervisada académicamente.
- La cátedra paralela sostiene la necesidad de que existan múltiples opciones para los estudiantes, quienes a su vez deben poder elegir entre ellas libremente.
- La cátedra libre es el derecho de todo intelectual, científico, o artista, con idoneidad suficiente, a tener una cátedra para difundir su conocimiento.

El fundamento y objetivo de estos tres principios es garantizar que en la Universidad estén presentes todas las corrientes del pensamiento y las tendencias de carácter científico y social, sin censuras ni prejuicios de ningún tipo.

### Gratuidad y acceso masivo
En 1918 no se incorpora la gratuidad de la enseñanza. Esta se encuentra contenida como Principio Reformista en el Manifiesto Liminar.
La gratuidad y la supresión de los aranceles universitarios recién alcanza vigencia efectiva con el decreto 29337 firmado y promulgado por el Pdte. Juan Domingo Perón, el 22 de noviembre de 1949.
La Reforma Universitaria propone un amplio acceso a la universidad por parte de la población, y una especial atención a las dificultades para ingresar que puedan encontrar los trabajadores y los sectores con menor poder adquisitivo.
En ese marco muchas organizaciones reformistas defienden la necesidad de que la educación en las universidades públicas sea gratuita, sin arancelamiento de ningún tipo. También suelen pronunciarse en contra de los «exámenes de ingreso» y otros procedimientos que son considerados como «limitacionistas».

### Vinculación de docencia e investigación
La Reforma Universitaria promueve que la investigación científica sea realizada dentro de las universidades y que los investigadores transmitan sus conocimientos originales al resto de la comunidad universitaria y a la sociedad, por medio de la enseñanza.
Típicamente los gobiernos militares tendieron a separar y mantener aislada a la universidad de los centros de investigación.

### Inserción en la sociedad y rol de la universidad
La Reforma Universitaria ha puesto de manifiesto la necesidad de precisar el rol de la universidad con el fin de que esta atienda las necesidades y problemas de la sociedad en que se encuentra inserta.

### Solidaridad latinoamericana e internacional
Desde sus orígenes la Reforma Universitaria ha puesto de manifiesto una preocupación importante por los asuntos latinoamericanos, por promover la solidaridad entre los distintos países de América Latina, y por encontrar formas de unidad entre las organizaciones y universidades latinoamericanas.
El Manifiesto Liminar de la Reforma Universitaria comienza con la frase: "La Juventud Argentina de Córdoba a los Hombres Libres de Sudamérica...".
El fuerte acento que la Reforma Universitaria ha puesto en promover formas de solidaridad latinoamericana, no le ha impedido desarrollar acciones orientadas a una amplia solidaridad y organización internacional.
En 1921 se organizó el Primer Congreso Internacional de Estudiantes en la Ciudad de México; de esa reunión surgió la Federación Internacional de Estudiantes. En 1925 se organizó, también en México, el Primer Congreso de Estudiantes Iberoamericanos. Allí fueron declarados "maestros de la juventud" Alfredo Palacios, Miguel de Unamuno, José Ingenieros, José Martí y José Vasconcelos Calderón. 
En 1937, se organizó en Santiago de Chile el Primer Congreso Latinoamericano de Estudiantes. En 1957 se organizó el Segundo Congreso Latinoamericano de Estudiantes en la ciudad de La Plata (Argentina).

### Unidad obrero-estudiantil
La Reforma Universitaria promueve el principio de unidad obrero-estudiantil. Ello ha llevado a que, en toda América Latina, el movimiento estudiantil y el movimiento obrero mantengan estrechas relaciones, apoyándose mutuamente en sus reclamos y movilizaciones.
El principio también ha impulsado medidas de relación de los trabajadores con la universidad, como cursos universitarios y carreras cortas especialmente diseñadas para trabajadores calificados, así como la contratación de trabajadores con alta especialización para que impartan sus conocimientos a los estudiantes universitarios.

## La Reforma Universitaria como movimiento cultural
Debido a la relación existente entre la universidad y la producción cultural, el movimiento de la Reforma Universitaria ha impactado de tal modo en las formas y contenidos del arte y la ciencia, que es posible considerarla como un movimiento cultural.
Los principios y fundamentos de la Reforma Universitaria, tales como la relación de los intelectuales con el pueblo y la clase obrera, el sentimiento de unidad indoamericana y latinoamericana, el impulso del laicismo en la ciencia, la extensión de la universidad a la sociedad, la defensa de toda forma de democratización de la cultura, etc., han tenido como consecuencia la presencia activa de los reformistas en la producción del arte y la ciencia. 
Por ejemplo, los Premios Nobel, Pablo Neruda y Miguel Ángel Asturias, que fueron en su juventud activos militantes reformistas, llevaron a su arte muchos de aquellos ideales y sentimientos. El jurista Carlos Cossio, superó la filosofía del derecho de Kelsen, vinculando la norma a la realidad social. El padre de la Reforma Universitaria, Deodoro Roca, hizo del sótano de su casa, un famoso centro cultural mundial. Germán Arciniegas, líder de la Reforma Universitaria colombiana, es uno de los más prolíficos escritores del continente y un descubridor de la realidad histórica de América. Homero Manzi, llevó el tango hasta su más alta expresión uniendo alta poesía y arte popular. La revista Amauta, de José Carlos Mariátegui, fue una revolución cultural en sí misma. Alfredo Palacios, sentó las bases científicas del derecho laboral latinoamericano. Sergio Bagú impulsa la creación de la teoría de la dependencia. David Alfaro Siqueiros, condenado a ocho años de prisión por impulsar manifestaciones estudiantiles reformistas, es uno de los fundadores del muralismo latinoamericano. Diego Rivera fue expulsado de la Academia de Bellas Artes por su participación en el movimiento estudiantil.
La vinculación del movimiento estudiantil y la cultura ha sido expuesta por Violeta Parra en su famosa canción "¡Qué vivan los estudiantes!".
Lo mismo puede decirse de los movimientos universitarios en Estados Unidos y Francia en 1968. Más recientemente, pueden vincularse con la Reforma Universitaria, las amplias manifestaciones juveniles y sindicales en Francia que se desarrollaron a fines de 2005 en oposición a un tipo especial de contrato laboral de aprendizaje que pretendía imponer el gobierno, así como los movimientos estudiantiles chilenos de 2006 y 2011, reclamando medidas para eliminar el lucro e incrementar el financiamiento estatal para la educación pública.